# Rue Croix-Baragnon
La rue Croix-Baragnon (en occitan : carrièra de la Crotz Baranhon) est une voie de Toulouse, chef-lieu de la région Occitanie, dans le Midi de la France.

## Situation et accès

### Description
La rue Croix-Baragnon est une voie publique. Elle se situe au cœur du quartier Saint-Étienne dans le secteur 1 - Centre. Longue de 235 mètres, pratiquement rectiligne d’orientation ouest-est, la rue Croix-Baragnon naît de la place Rouaix à la hauteur de l'entrée de l'hôtel de Ciron-Fumel et rejoint la place Saint-Étienne. Elle reçoit la rue Tolosane et la rue des Trois-Banquets au sud et la rue des Arts au nord.
La chaussée ne compte qu'une seule voie de circulation automobile en sens unique, de la rue du Languedoc vers la place Saint-Étienne. Elle est définie comme une zone de rencontre et la vitesse y est limitée à 20 km/h. Il n'existe pas de bande, ni de piste cyclable, quoiqu'elle soit à double-sens cyclable.

### Voies rencontrées
La rue Croix-Baragnon rencontre les voies suivantes, dans l'ordre des numéros croissants (« g » indique que la rue se situe à gauche, « d » à droite) :
1. Place Rouaix
2. Rue d'Alsace-Lorraine (g)
3. Rue du Languedoc (d)
4. Rue Tolosane (d)
5. Rue des Arts (g)
6. Rue des Trois-Banquets (d)
7. Rue Boulbonne (g)
8. Place Saint-Étienne

## Odonymie
Le nom de la rue Croix-Baragnon est ancien et déjà signalé à la fin du XIIe siècle. Elle tient ce nom d'une croix de carrefour qui se trouvait au croisement de cette rue et des rues Tolosane et des Arts. Cette croix très ancienne était déjà en ce lieu à la fin du XIIe siècle et elle ne disparut qu'à la fin du XVIIIe siècle, durant la période révolutionnaire. Une légende du XVIIIe siècle affirme que la croix aurait été élevée en mémoire d'un certain Varanhon, exécuté à tort : comme un de ses amis, sortant de chez lui dans la nuit, était attaqué dans la rue et s'était écrié en occitan Varanhon, me tua ! (en français, « Baragnon, on me tue ! »), les voisins auraient cru qu'il disait Varanhon me tua ! (en français, « Baragnon me tue ! »). Les véritables assassins n'auraient été arrêtés que plus tard – trop tard. Il semble que la croix ait simplement été élevée aux frais de membres de la famille Varanhon/Baragnon, importante famille capitulaire des XIIe et XIIIe siècles.
On trouve, à partir du milieu du XIVe siècle, le nom de rue des Fargues ou d'En-Fargues, qui doit venir de la famille Fargues ou Fargis, qui accéda plusieurs fois au capitoulat au XIIIe siècle et au XIVe siècle. À la Révolution, la rue changea plusieurs fois d'appellation : en 1791, elle fut la rue du Département, car le directoire du département de la Haute-Garonne avait été installé dans l'hôtel du Premier Président (actuel no 6), puis, en 1794, sous l'impulsion de la municipalité jacobine, elle devint la rue Démocratique. En 1806, alors que plusieurs rues de la ville changeaient à nouveau de nom, il fut proposé d'honorer la mémoire de Guillaume Catel, conseiller au parlement de Toulouse, érudit toulousain, considéré comme l'un des premiers historiens de la ville et du Languedoc, dont l'hôtel particulier était tout proche (actuel no 6 place Saint-Étienne). Aucun de ces noms ne subsista et, dès 1814, la rue redevint rue Croix-Baragnon. Cependant, à la même date, la deuxième partie de la rue, entre le carrefour de la croix Baragnon et la place Saint-Étienne, prenait le nom de rue Saint-Étienne. Ce n'est qu'en 1947 que la rue reprit son premier nom.

## Histoire

### Moyen Âge
Au Moyen Âge, la rue Croix-Baragnon appartient, du côté ouest et jusqu'au carrefour de la Croix-Baragnon, au capitoulat de la Pierre, et, du côté est, au capitoulat de Saint-Étienne. Elle se trouve sur un des principaux axes traversant la ville d'est en ouest, depuis la porte Saint-Étienne jusqu'aux différents ponts qui franchissent la Garonne - le Pont-Vieux jusqu'au XIIe siècle, le pont de la Daurade entre le XIIe siècle et le XVIIe siècle, puis le Pont-Neuf après le XVIIe siècle. De plus, la rue Croix-Baragnon permet de relier la place Saint-Étienne, où se tient un important marché agricole sous l'autorité des chanoines de la cathédrale, et la place Rouaix. La rue tient son nom d'une croix de carrefour, installée au milieu du croisement des rues Tolosane et des Banniers (actuelle rue des Arts). Cette croix, qui aurait élevée grâce à des membres de la famille Baragnon, est ancienne : elle est mentionnée dans une ordonnancé du comte de Toulouse Raimond V, datée de 1180, sur l'écoulement des eaux entre la place Rouaix et les bâtiments du cloître de Saint-Étienne. D'ailleurs, comme sur toutes les places de la ville, on trouve également, près de la croix, un puits qui alimente le quartier.
Cette rue importante est principalement peuplée de marchands, qui y ont leurs boutiques et leurs maisons. Certains d'entre eux s'enrichissent considérablement, faisant construire de belles demeures. C'est à ces marchands que l'on doit la Maison romano-gothique, avec ses arcades et ses fenêtres gothiques aux chapiteaux romans, construite au début du XIVe siècle (actuel no 15), et le premier immeuble de l'hôtel de Bonnefoy, qui conserve des fenêtres gothiques du XIVe siècle (actuel no 15).

### Période moderne
Le 7 mai 1463, un incendie se déclare dans une boulangerie voisine, à l'angle des rues des Chapeliers (actuelle rue du Languedoc) et Maletache. Il provoque des destructions importantes dans le quartier : il semble que seule la Maison romano-gothique, construite en brique et en pierre, résiste aux flammes. Cependant, les règlements capitulaires, qui interdisent toute nouvelle construction en bois, ne sont pas respectés : des maisons en corondages sont encore élevées au XVIe siècle (actuelle maison sans numéro, à l'angle de la rue des Arts, et no 27). De guerre lasse, les capitouls se contentent de réglementer l'entretien de ces maisons en bois : la maison à l'angle de la rue des Arts porte encore les traces des saillies des étages retranchés selon l'ordonnance de 1550.
La reconstruction des maisons de la rue Croix-Baragnon est cependant impulsée par l'élite toulousaine, riches familles de capitouls ou de parlementaires, toujours aussi nombreuses : du XVIe au XVIIIe siècle, on compte pas moins de 16 capitouls et 13 parlementaires propriétaires de maisons dans cette rue, ce qui est un record pour la ville. Dans ce contexte, la rue est, dès la fin du XVe siècle, progressivement bordée d'hôtels particuliers. En 1513, le marchand Bérenguier Bonnefoy, capitoul en 1513-1514, fait construire son propre hôtel particulier avec sa tour, privilège réservé aux capitouls (actuel no 19). En 1545, Le juge-mage Michel Du Faur, seigneur de Saint-Jory, fait élever un bel hôtel dans le goût de la première Renaissance par Nicolas Bachelier (emplacement de l'actuel no 10). On trouve également Jean Daffis, conseiller au parlement en 1536, président en 1556 et premier président en 1563, qui possède un vaste immeuble (anciens no 2-4). On trouve également des salles de jeu de paume, ce sport étant devenu populaire parmi l'élite toulousaine, plusieurs salles avaient été ouvertes dans le quartier. Une salle du jeu de paume qui est établi dans la vieille maison de la famille Goyrans (actuel no 9) est tenue par François de Goyrans, seigneur de Goyrans et capitoul en 1565-1566. Dans la maison voisine est également établi un « marchand paulmier », Jean Vidal (actuel no 11).
La rue reste attractive au XVIIe siècle et les constructions se poursuivent. Les membres de la famille Ciron font construire, au coin de la place Rouaix, un hôtel particulier dans le style classique, entre cour et jardin (actuel no 6). Vers 1634, l'hôtel des Daffis passe à la famille Prohenques : en 1654, Guillaume de Prohenques, conseiller entre 1634 et 1661, fait réaménager l'hôtel, qui est ensuite transmis à ses descendants (anciens no 2-4).
Au XVIIIe siècle, les nouvelles constructions cherchent à s'intégrer au plan d'embellissement de la ville, qui passe d'abord par l'élargissement des voies principales. En 1752, comme elle gêne la circulation, la croix Baragnon est déplacée et plaquée contré une des maisons voisines, tandis que le puits est rasé et recouvert. Au milieu du XVIIIe siècle, l'hôtel des Ciron est réuni à un hôtel voisin ; ils sont réaménagés ensemble pour le comte Joseph de Fumel, avant que l'ensemble racheté en 1770 pour devenir la résidence des premiers président du parlement de la ville (actuel no 6). À la même date, le vieil hôtel de Saint-Jory est détruit pour faire place à l'hôtel d'Andrieu de Montcalvel, édifié pour un membre de la famille de Castellane, probablement Jean-Antoine de Castellane Saint-Maurice, évêque de Lavaur (actuel no 10). Dans certains cas, les projets de constructions nouvelles des propriétaires et les projets d'embellissement des autorités de la ville peuvent se rejoindre. Entre 1767 et 1771, le marquis de Bonfontan accepte que la façade de l'hôtel particulier qu'il fait construire soit reculée, en échange d'un terrain en arrière, cédé par les capitouls.

### Époque contemporaine
La Révolution française apporte quelques changements. C'est d'ailleurs probablement à cette époque que disparaît la vieille croix Baragnon du XIVe siècle. Les corporations et les métiers sont dissous par la loi Le Chapelier : l'immeuble de la Société des Frères Tailleurs de la Taille de Thoulouse est saisi et vendu comme bien national (actuel no 13). En 1790, le parlement de Toulouse ayant été supprimé, comme tous les autres parlements du pays, l'hôtel du Premier président est récupéré par l'administration centrale, sans qu'on lui trouve d'affectation. Finalement, en 1791, le Directoire du département de Haute-Garonne s'installent pour quelque temps dans cet hôtel, ce qui explique l'appellation de rue du Département qui s'impose à cette date.
En 1802, à la suite du Concordat passé entre Napoléon Bonaparte et le pape Pie VII, le culte catholique est rétabli en France. Tandis que l'administration départementale, devenue préfectorale, est déménagée dans les anciens bâtiments de l'archevêché, l'archevêque Claude François Marie Primat s'installe dans l'ancien hôtel du Premier président. En 1806, à l'instigation du Journal de Toulouse, la rue du Département prend le nom de l'historien toulousain Guillaume Catel.
Dans la deuxième moitié du XIXe siècle, la rue est intégrée aux travaux de réaménagement des voies de circulation de la ville. En 1869 commencent les travaux proposés par Urbain Maguès de rues Longitudinale et Latérales, baptisées ensuite rue d'Alsace-Lorraine et rue de Metz. En 1873, les derniers travaux de la rue d'Alsace-Lorraine permettent de relier le boulevard de Strasbourg et la place Rouaix, emportant les premières maisons du côté nord de la rue (anciens no 2 et 4), tandis que l'Archevêché est doté d'un nouveau pavillon d'entrée à l'angle des rues d'Alsace-Lorraine et Croix-Baragnon (actuel no 6). Dans le même temps, comme la 2e partie de la rue de Metz, entre la nouvelle place Esquirol et le boulevard Carnot n'a pas encore été réalisée, il est décidé de procéder à l'élargissement de la rue Croix-Baragnon : c'est entre 1870 et 1873 que sont édifiés la plupart des immeubles du côté nord de la rue (actuels no 8 et surtout 22 à 30).
Les travaux se poursuivent au tournant du XXe siècle. Entre 1900 et 1904, le percement de la rue du Languedoc, entre la place Rouaix et la place du Salin, emportent à leur tour la première maison de la rue, reconstruite à l'alignement (actuel no 1). Mais si la rue Croix-Baragnon reste relativement épargnée par ces démolitions, ce n'est pas le cas des édifices des rues voisines : en 1904, Thomas de Montval en profite et fait réédifier dans la cour de son hôtel particulier (actuel no 22) une partie des arcades de l'hôtel de Pins, détruit par la percée de la rue du Languedoc.

## Patrimoine et lieux d'intérêt

### Hôtels particuliers
- no  6 : hôtel de Ciron-Fumel (XVIIe siècle) ; hôtel du Premier président du parlement (1re moitié du XVIIIe siècle) ; archevêché (fin du XVIIIe siècle) ; Palais consulaire de la Chambre de commerce et d'industrie de Toulouse (1er quart du XXe siècle)[7]. 
Le palais actuel résulte de la réunion, au cours du XVIIIe siècle, de deux hôtels particuliers construits au XVIIe siècle, dont l'un appartenait à la famille Ciron. Au milieu du XVIIIe siècle, l'hôtel fut embelli et réaménagé par le comte Joseph de Fumel, avant d'être racheté pour devenir en 1770 la résidence des premiers président du parlement de la ville. À la Révolution, il accueillit l'administration départementale, avant de devenir l'hôtel de l'Archevêché en 1802. Après la loi de séparation de 1905, l'hôtel trouva son affectation actuelle et fut vendu à la Chambre de commerce et d'industrie de Toulouse. 
Les constructions, qui s'étalent du milieu du XVIIe siècle au milieu du XXe siècle, les aménagements et réaménagements successifs, dus aux goûts et aux objectifs différents d'occupants nombreux et divers expliquent que l'édifice actuel réunisse des styles différents. Si certaines pièces rappellent le souvenir de la famille Ciron, les élévations sur le jardin rappellent le goût du XVIIIe siècle, tandis que de nombreux salons intérieurs ont été remaniés par la Chambre de commerce et d'industrie au cours du XXe siècle.

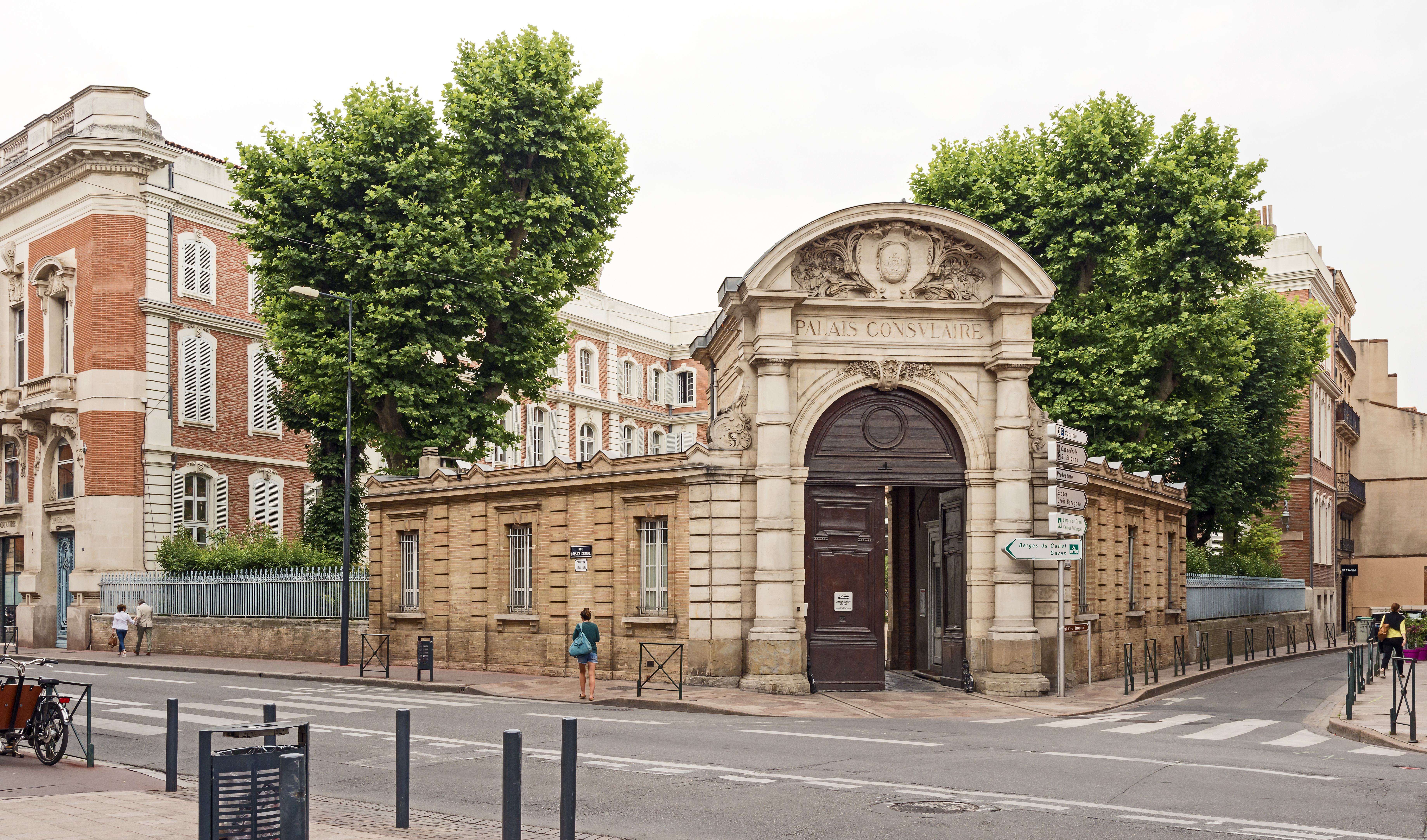
Le pavillon d'entrée de l'hôtel de Ciron-Fumel.
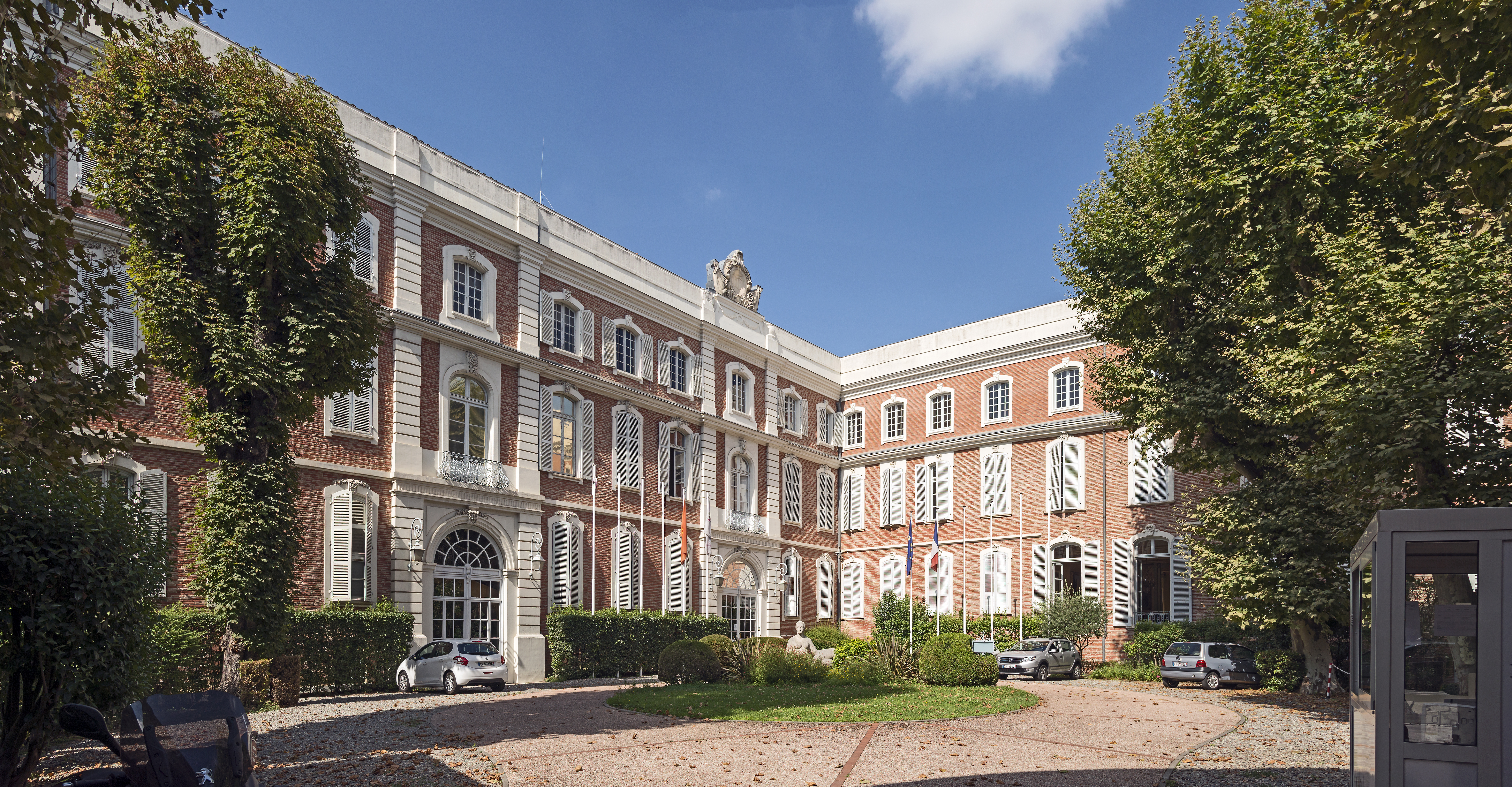
La façade sur jardin.
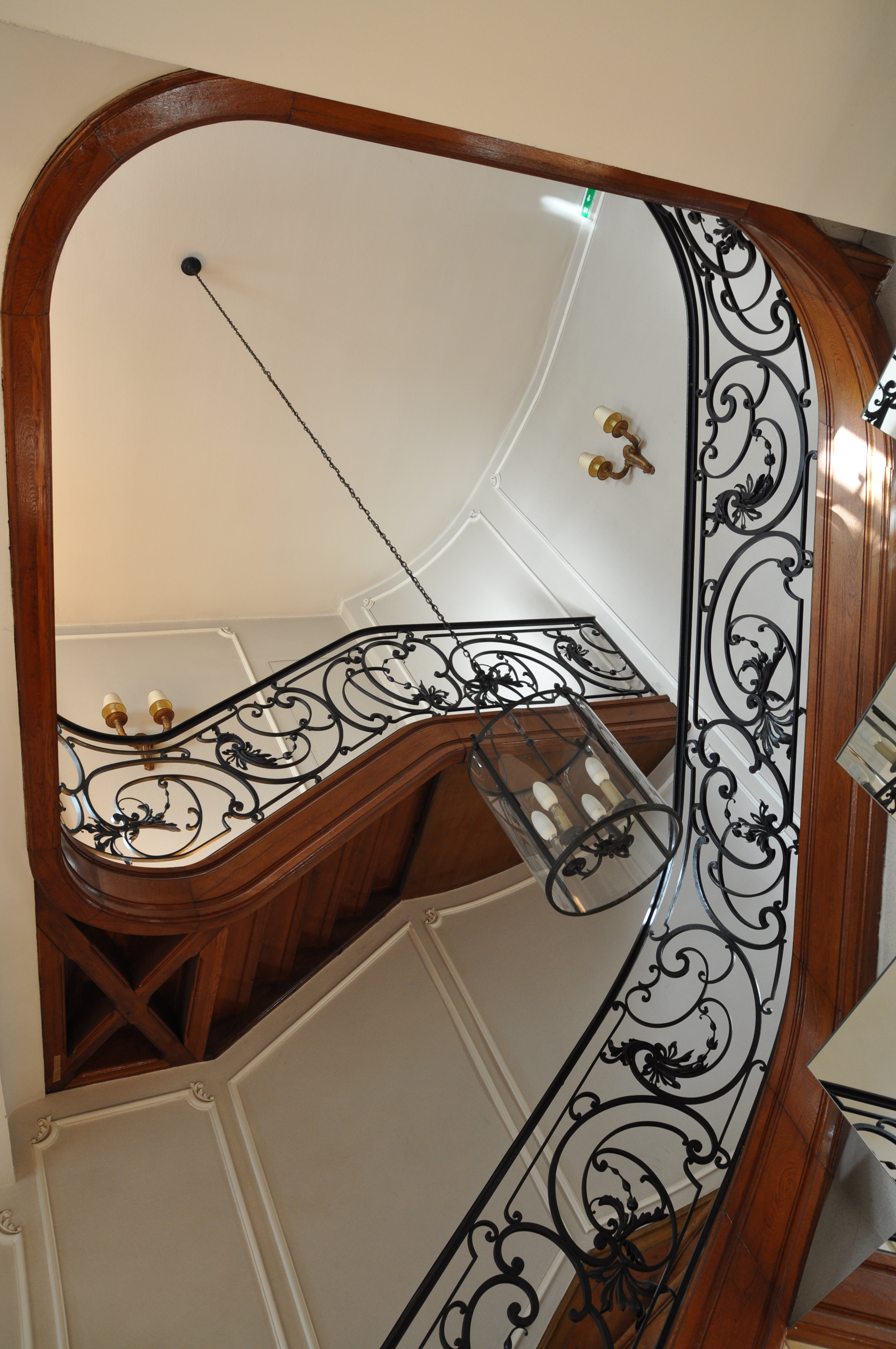
L'escalier d'honneur et sa rampe en fer forgé (XVIIIe siècle).
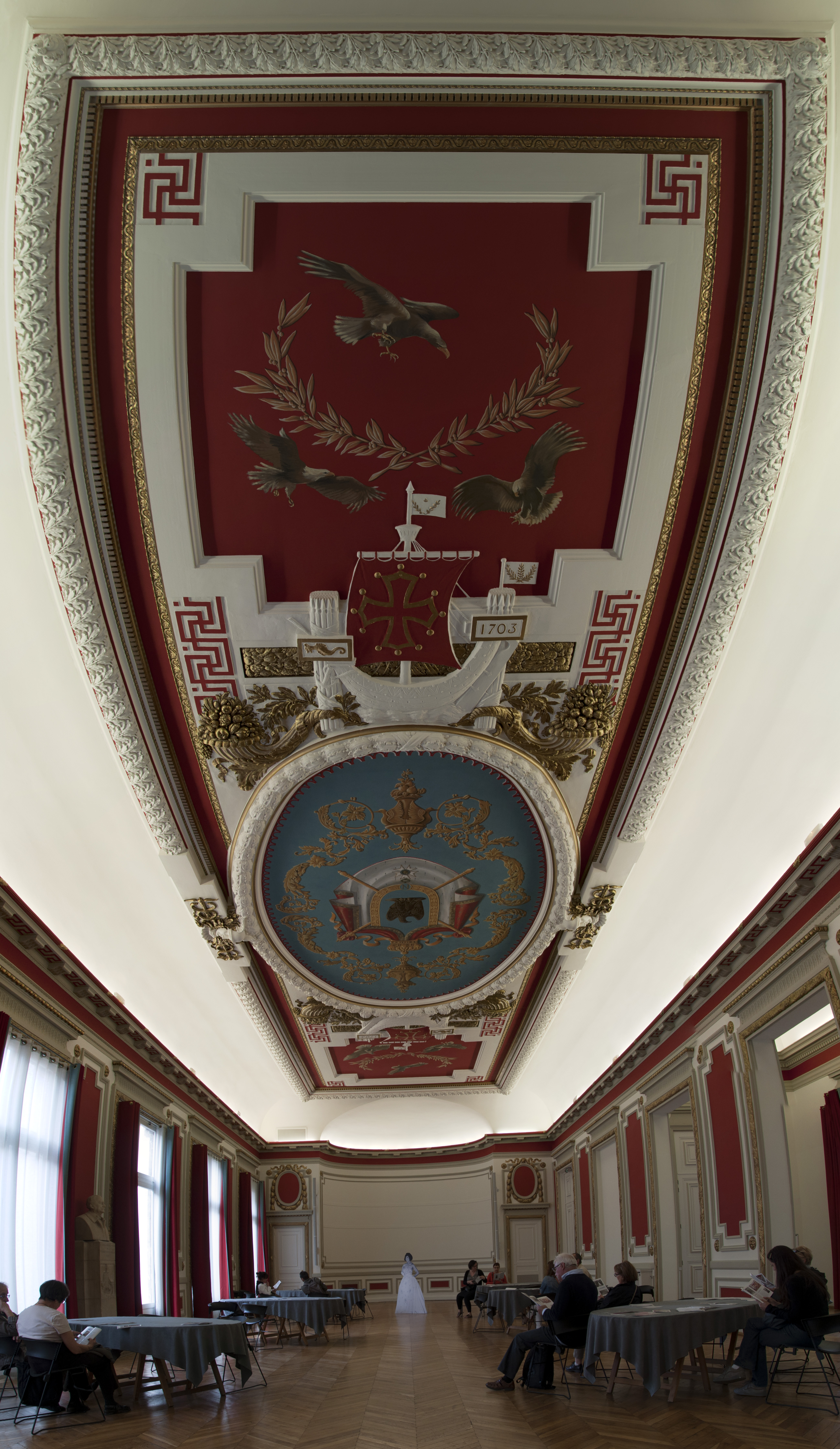
La salle Gaston Doumergue.

- no  10 : hôtel d'Andrieu de Montcalvel.  Inscrit MH (1927, balcons et rampe d'escalier en fer forgé) et  Inscrit MH (2015, façades et toitures de l'hôtel, portail d'entrée et son groupe sculpté en terre cuite, calades des deux cours et des deux passages couverts)[8]. 
L'hôtel d'Andrieu de Montcalvel est édifié vers 1770 pour un membre de la famille de Castellane, probablement Jean-Antoine de Castellane Saint-Maurice, évêque de Lavaur, à l'emplacement de l'hôtel du juge-mage Michel Du Faur, seigneur de Saint-Jory, construit sur les plans de Nicolas Bachelier vers 1545. L'édifice se compose de plusieurs corps de bâtiment organisés autour de deux cours. Il concentre cependant l'essentiel de son décor sur les parties visibles depuis la rue. Le portail monumental, les garde-corps et la rampe d'escalier en fer forgé sont attribués au ferronnier Bernard Ortet. 
L'hôtel ouvre sur la rue par un portail monumental, encadré de deux groupes de pilastres ioniques jumeaux qui supportent un entablement couronné par une imposante corniche à modillons, surmontée elle-même d'un groupe en terre cuite représentant deux lions encadrant deux médaillons. Le portail est flanqué de deux petites ailes qui servent de terrasses pour les appartements du 1er étage, ornées d'une grille. Ces appartements sont percés de fenêtres encadrées par des pilastres ioniques, celles sur rue étant dotées d'un garde-corps en fer forgé. La cour principale, aux élévations sobres et sans décoration, presque sévères, est pavée de galets. Un passage couvert à gauche permet d'accéder à une cage d'escalier ainsi qu'à une seconde cour[9],[10].

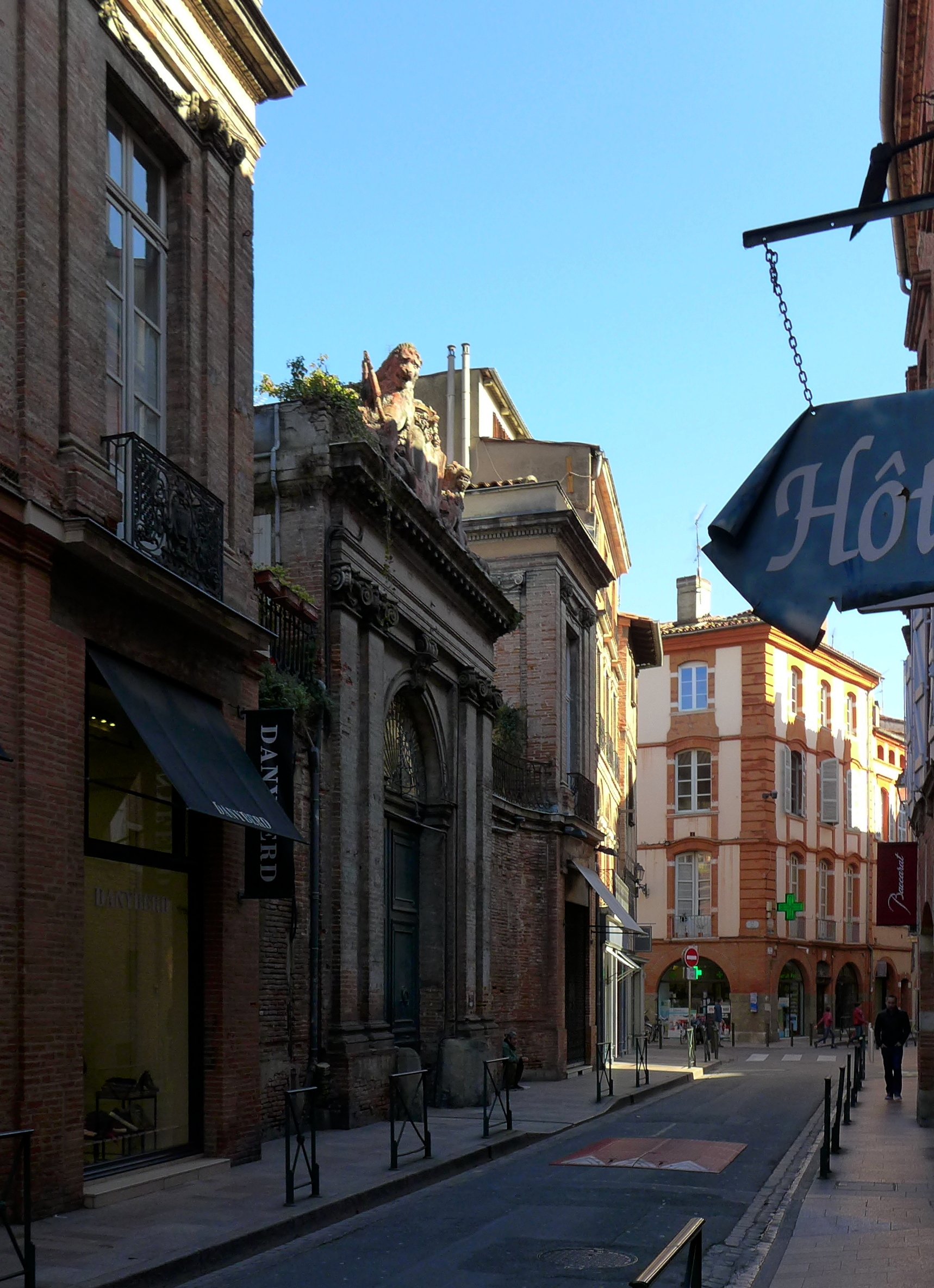
Les façades sur la rue Croix-Baragnon de l'hôtel d'Andrieu de Montcalvel.
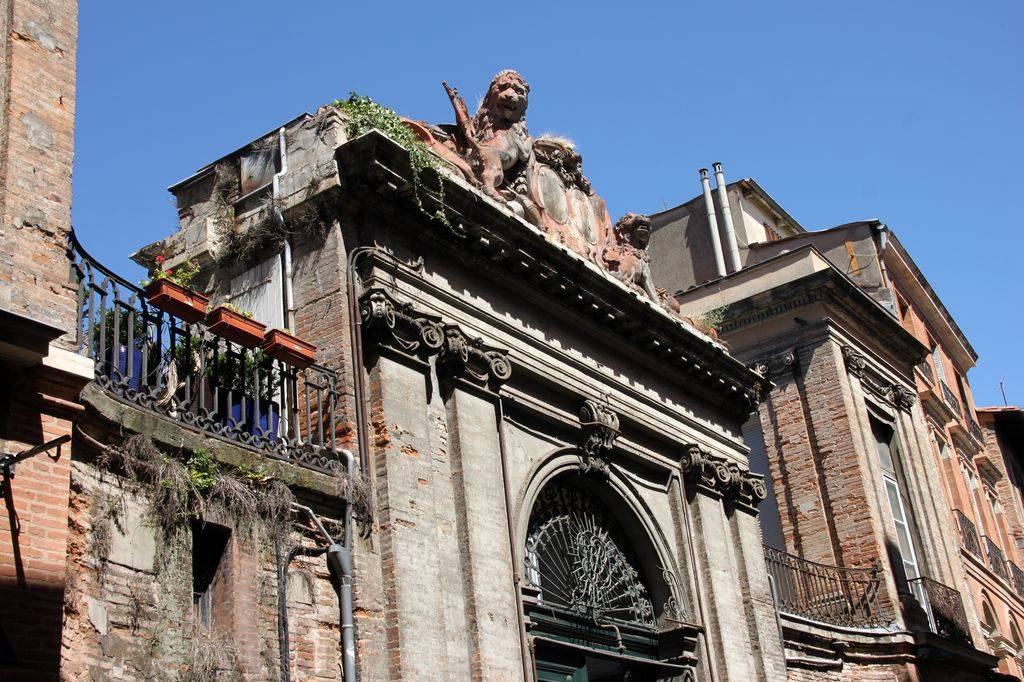
Le portail sur la rue Croix-Baragnon.
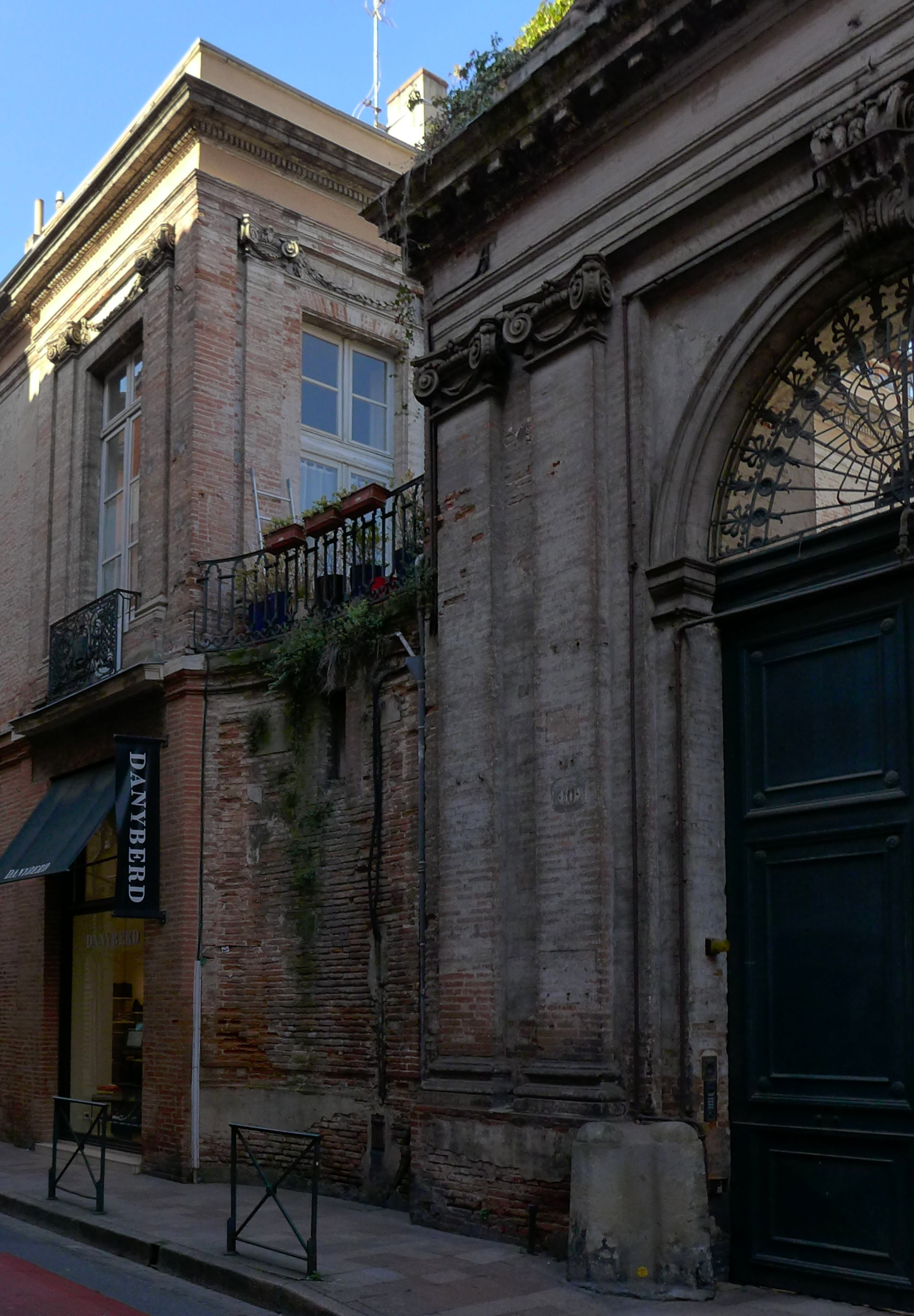
détail des façades sur la rue Croix-Baragnon.
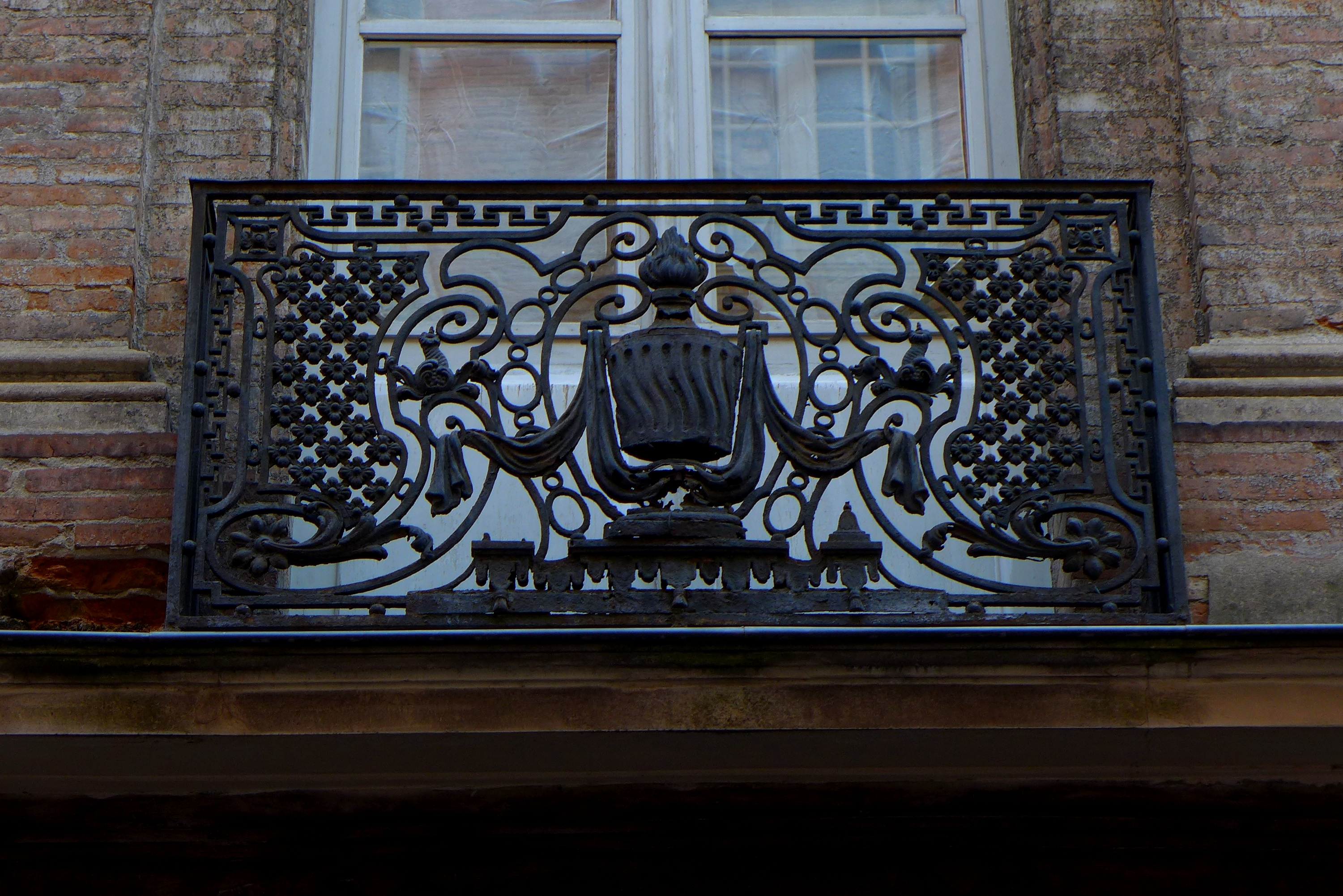
Un garde-corps des fenêtres de l'hôtel.
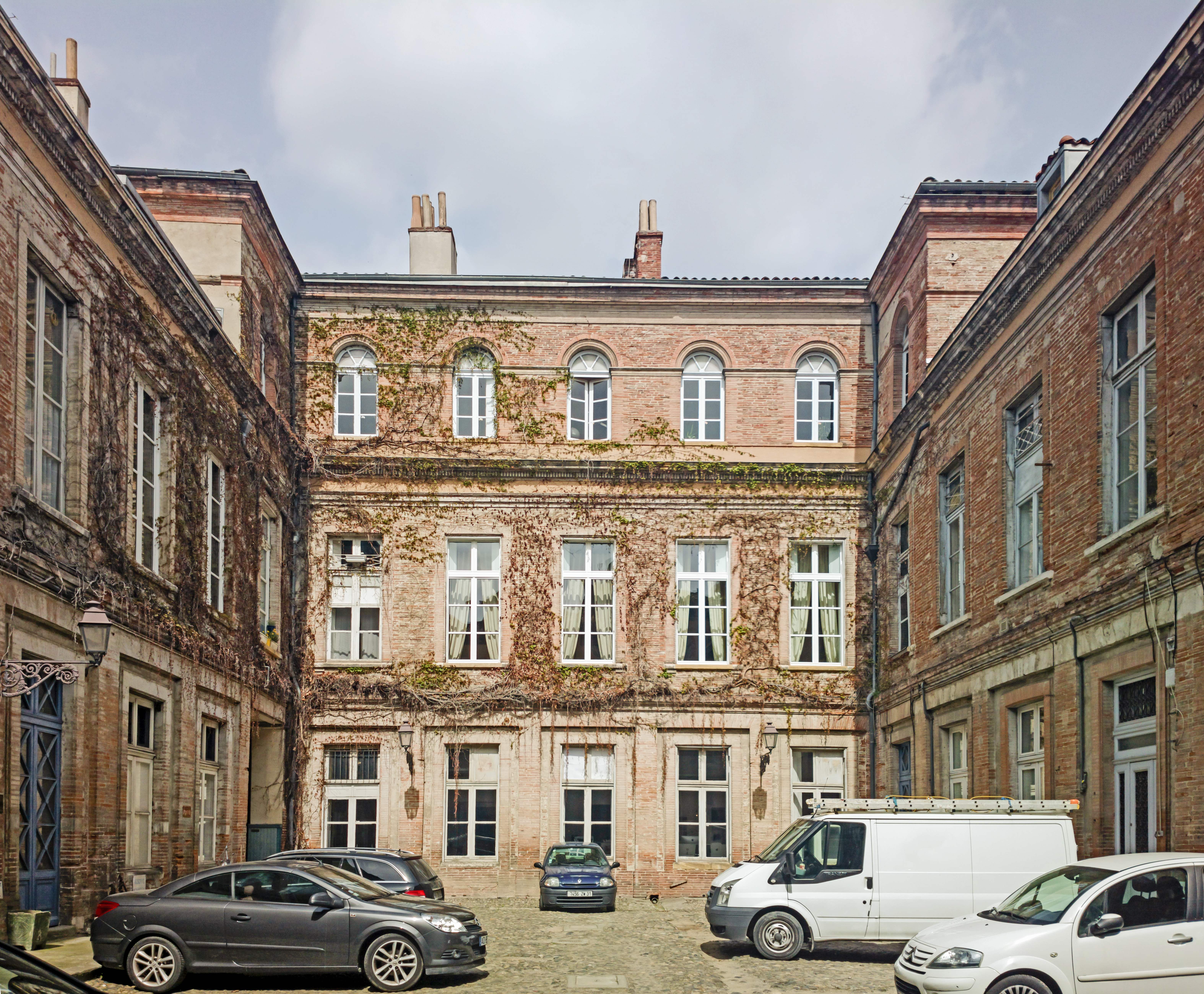
La façade sur cour de l'hôtel d'Andrieu de Montcalvel.
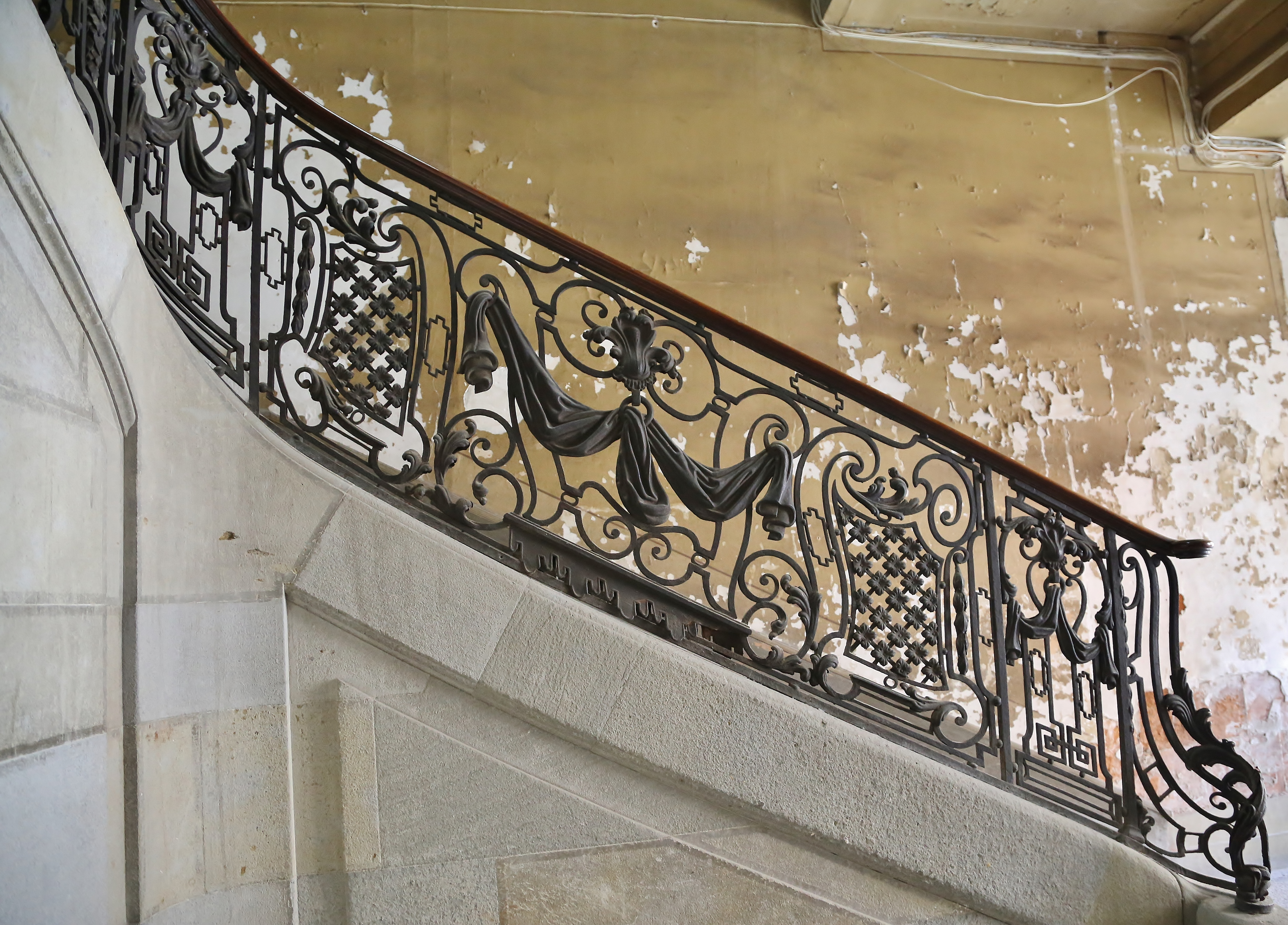
Rampe d'escalier de Bernard Ortet (XVIIIème siècle).

- no  19 : hôtel de Bonnefoy (XIVe siècle ; vers 1513 ; XVIIe siècle ; 1729-1730).  Inscrit MH (1950, tour)[11]. 
Cet hôtel est construit vers 1513 dans le style gothique, mais on distingue déjà les premières influences de la Renaissance. Il conserve cependant des éléments plus anciens, avec des traces de fenêtres gothiques du XIVe siècle, comparables à celles de la Maison romano-gothique[12].

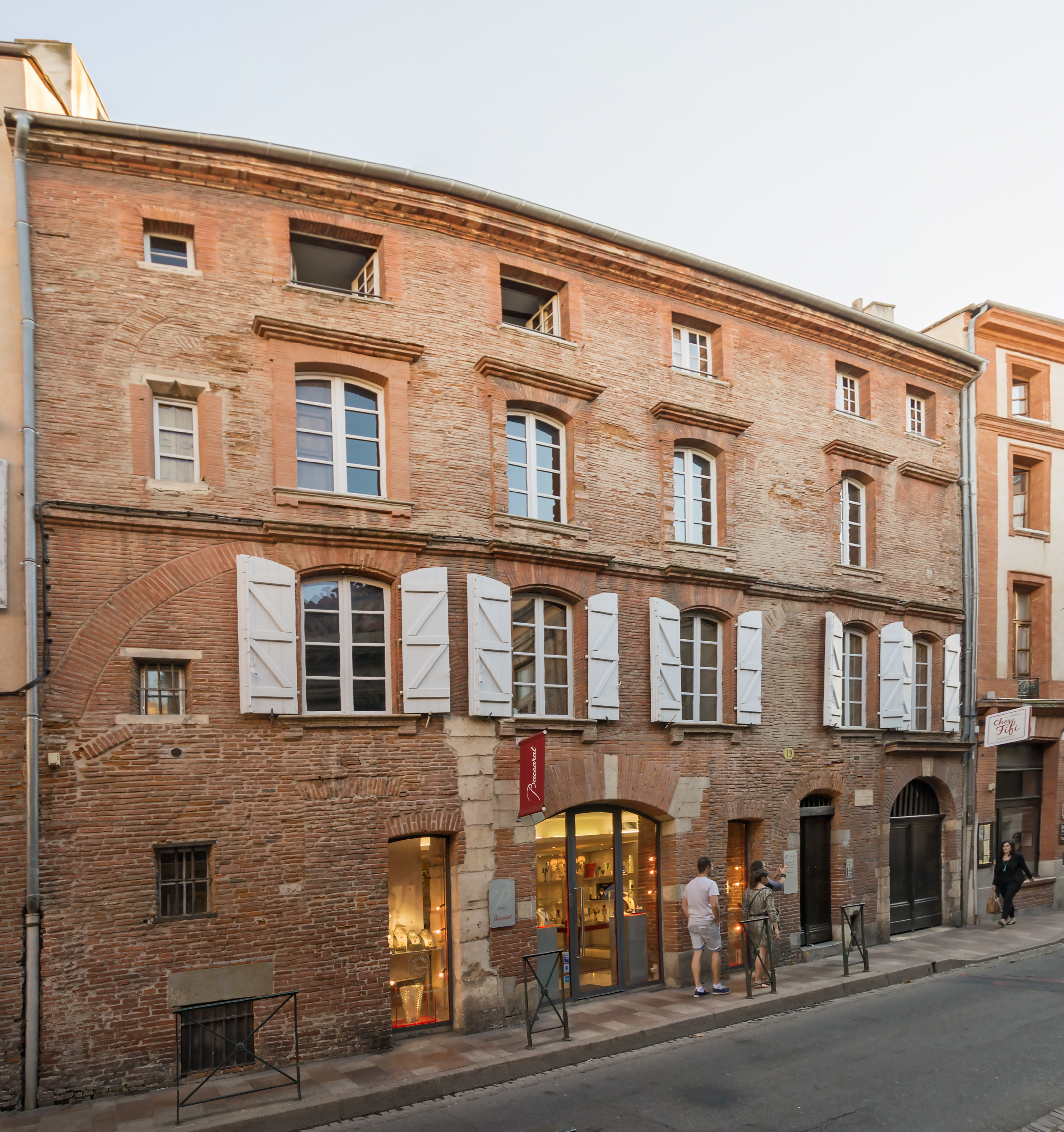
Façade sur rue de l'hôtel de Bonnefoy.
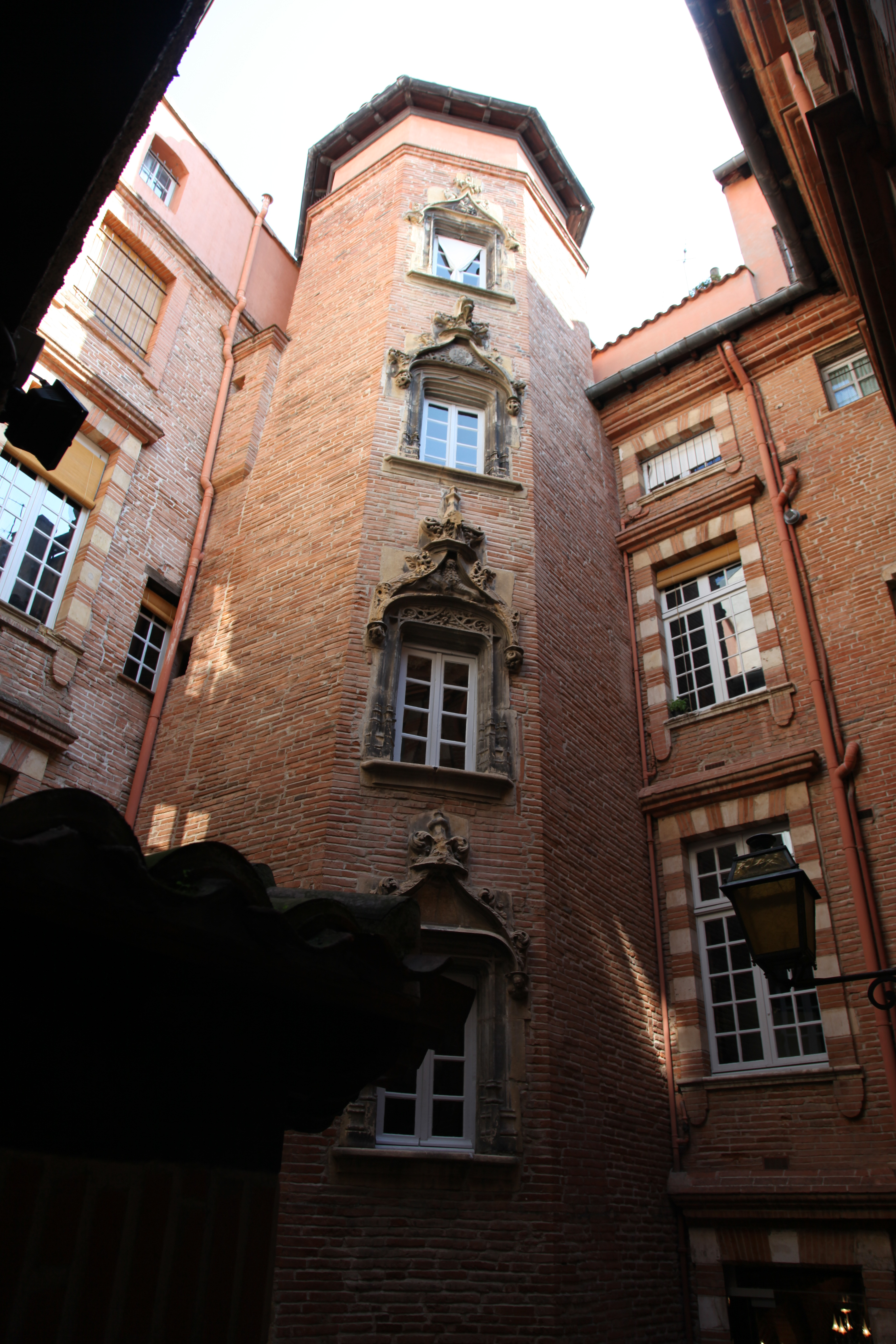
Tour capitulaire de l'hôtel (1513).
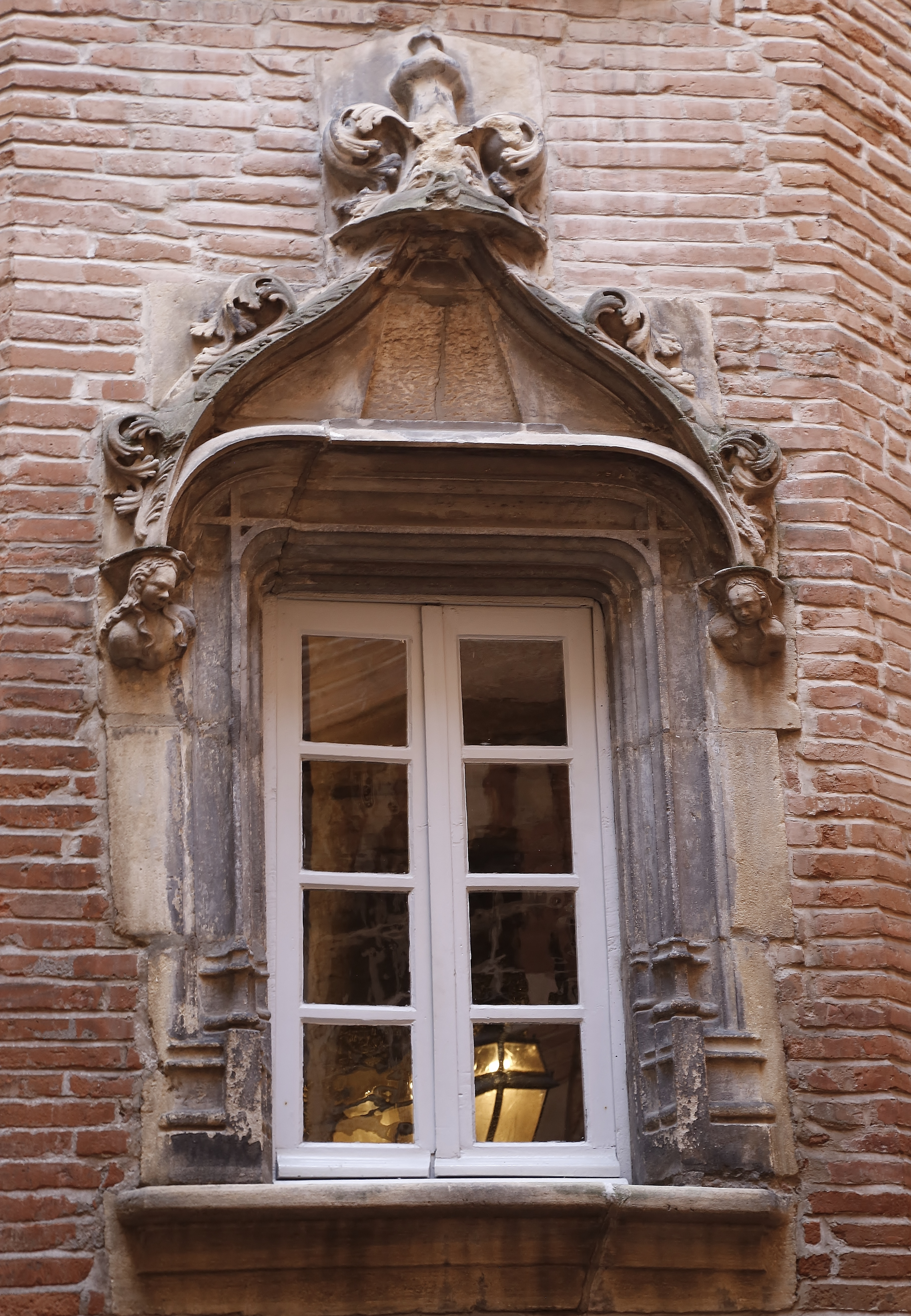
Fenêtre de la tour.
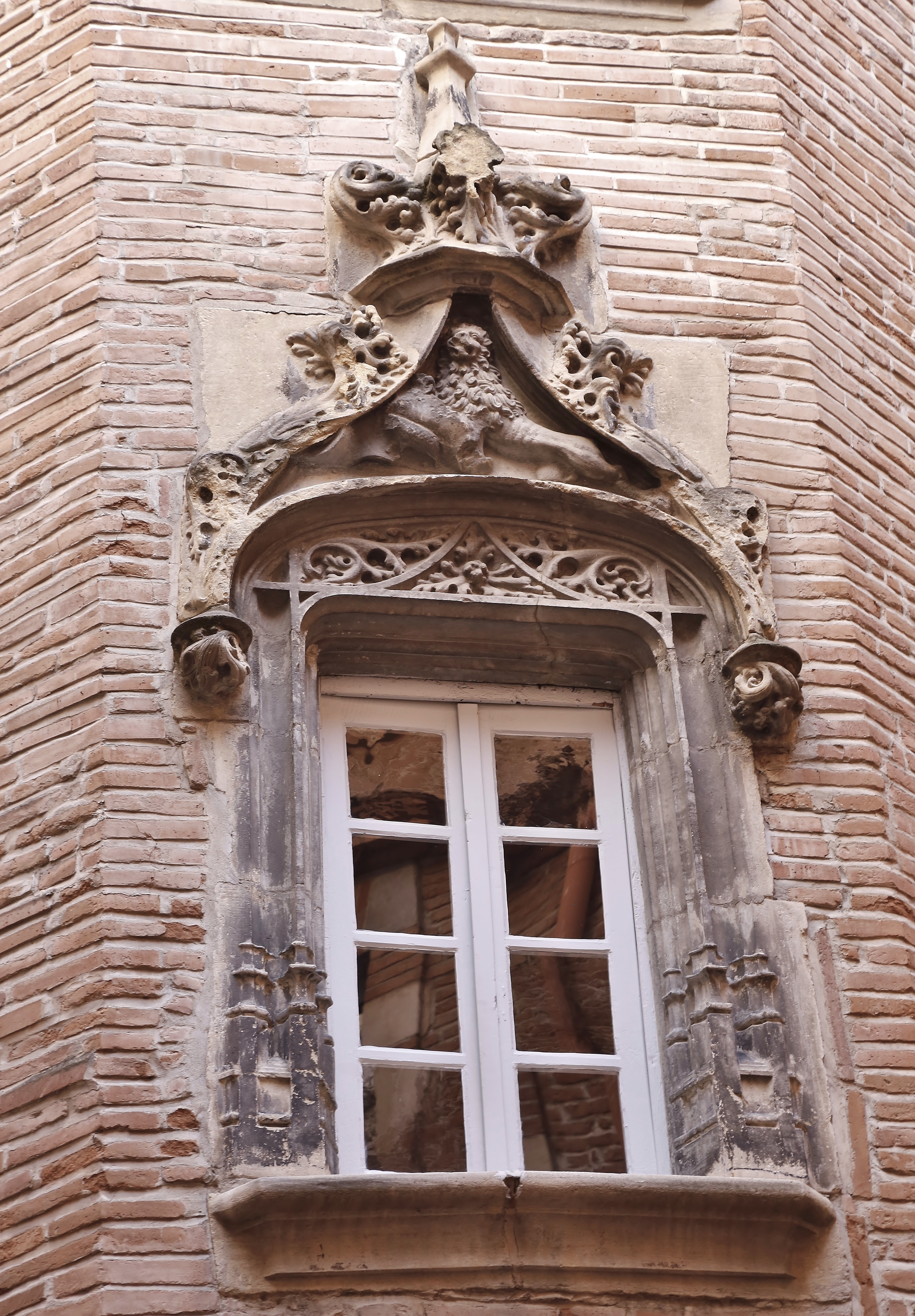
Fenêtre de la tour.
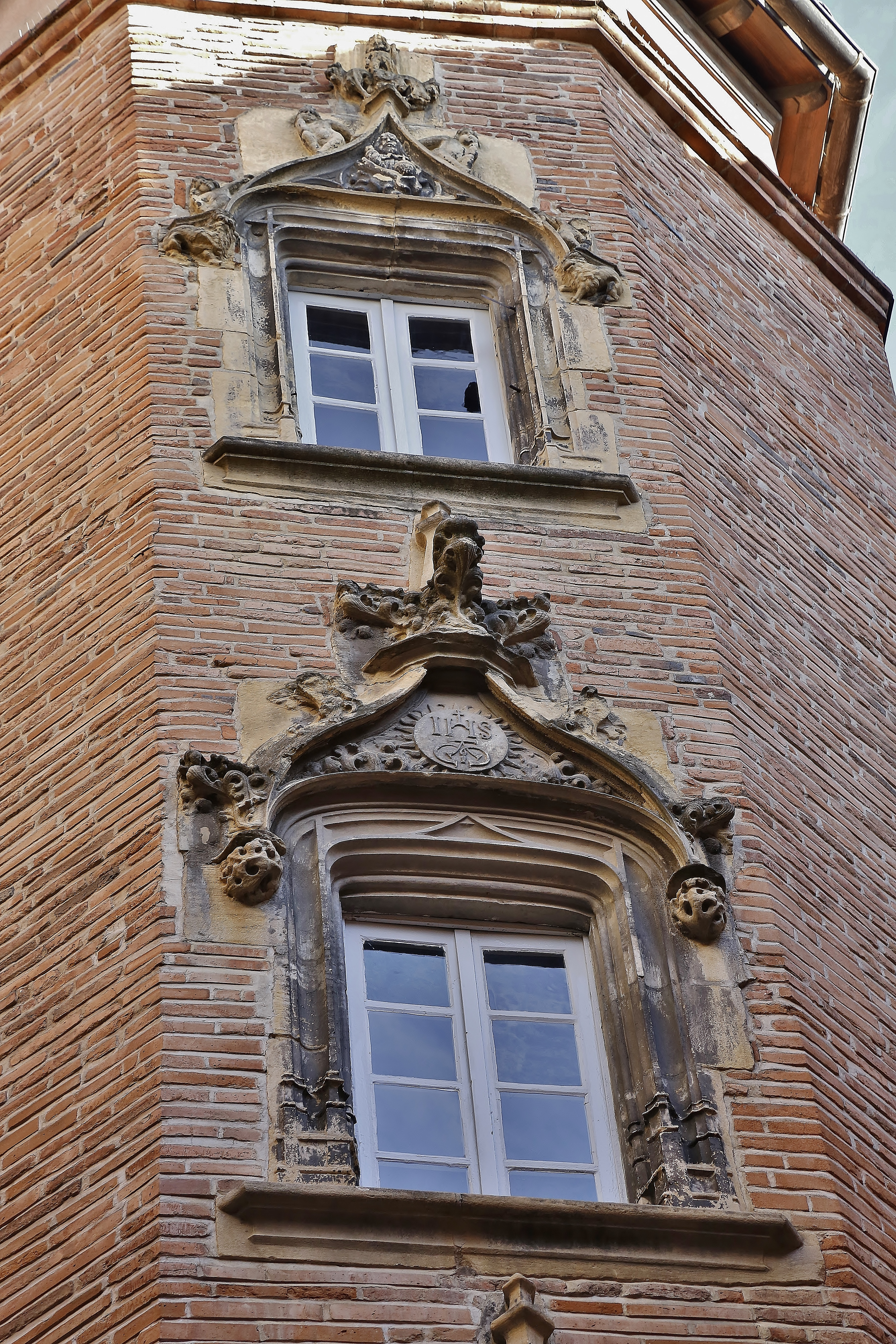
Fenêtres de la tour.

- no  22 : hôtel Thomas de Montval (1901-1904).  Inscrit MH (1995, façades sur cour)[13].

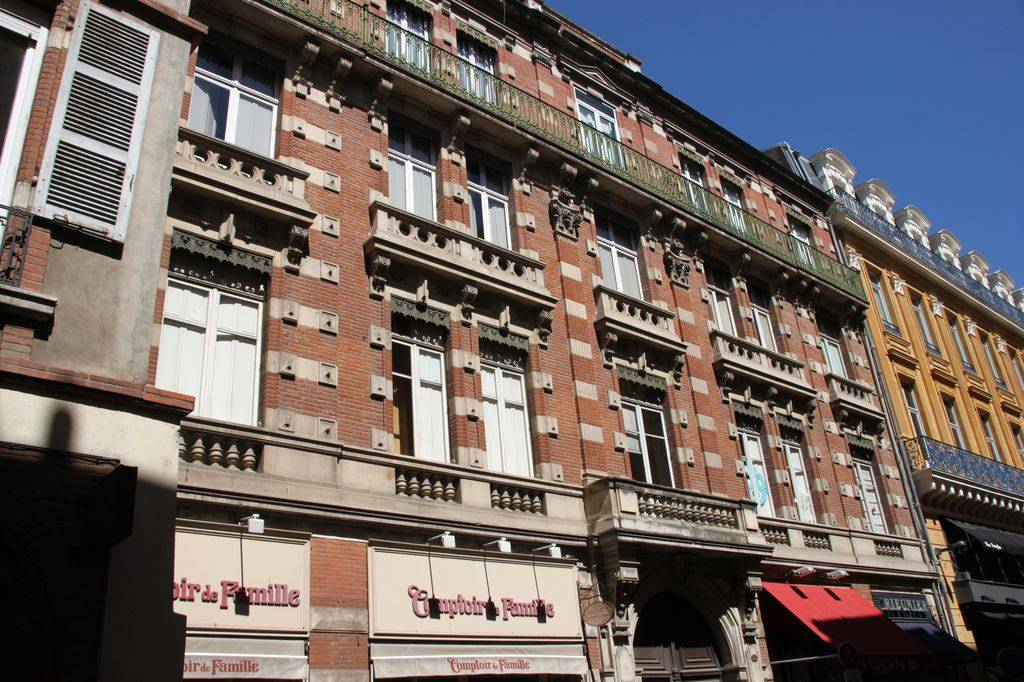
no 22 : façade de l'hôtel Thomas.
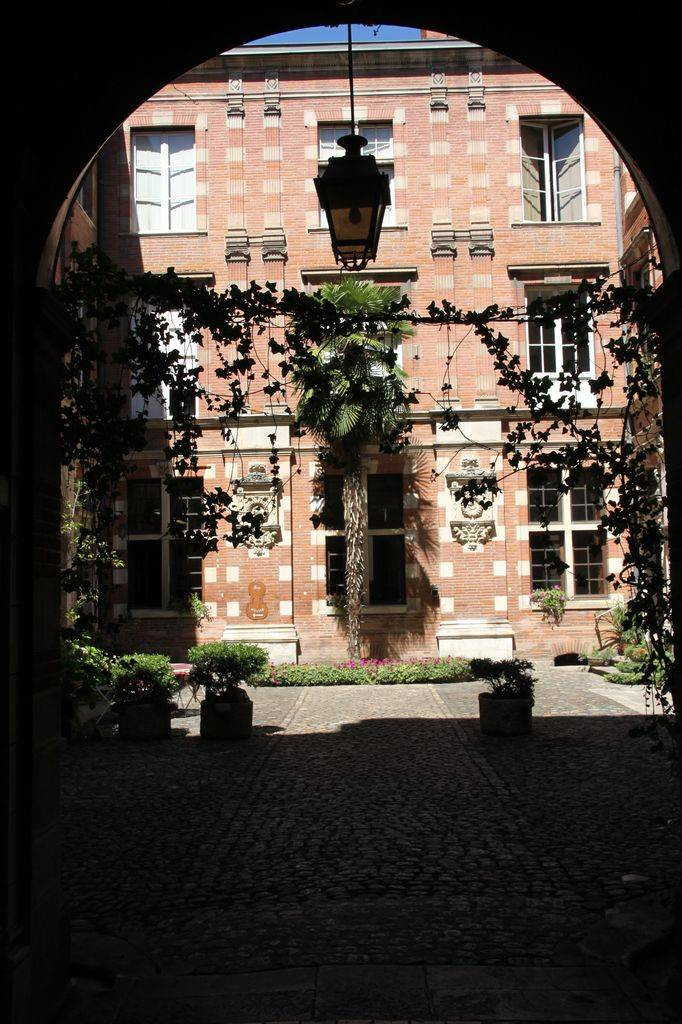
no 22 : la cour intérieure de l'hôtel.
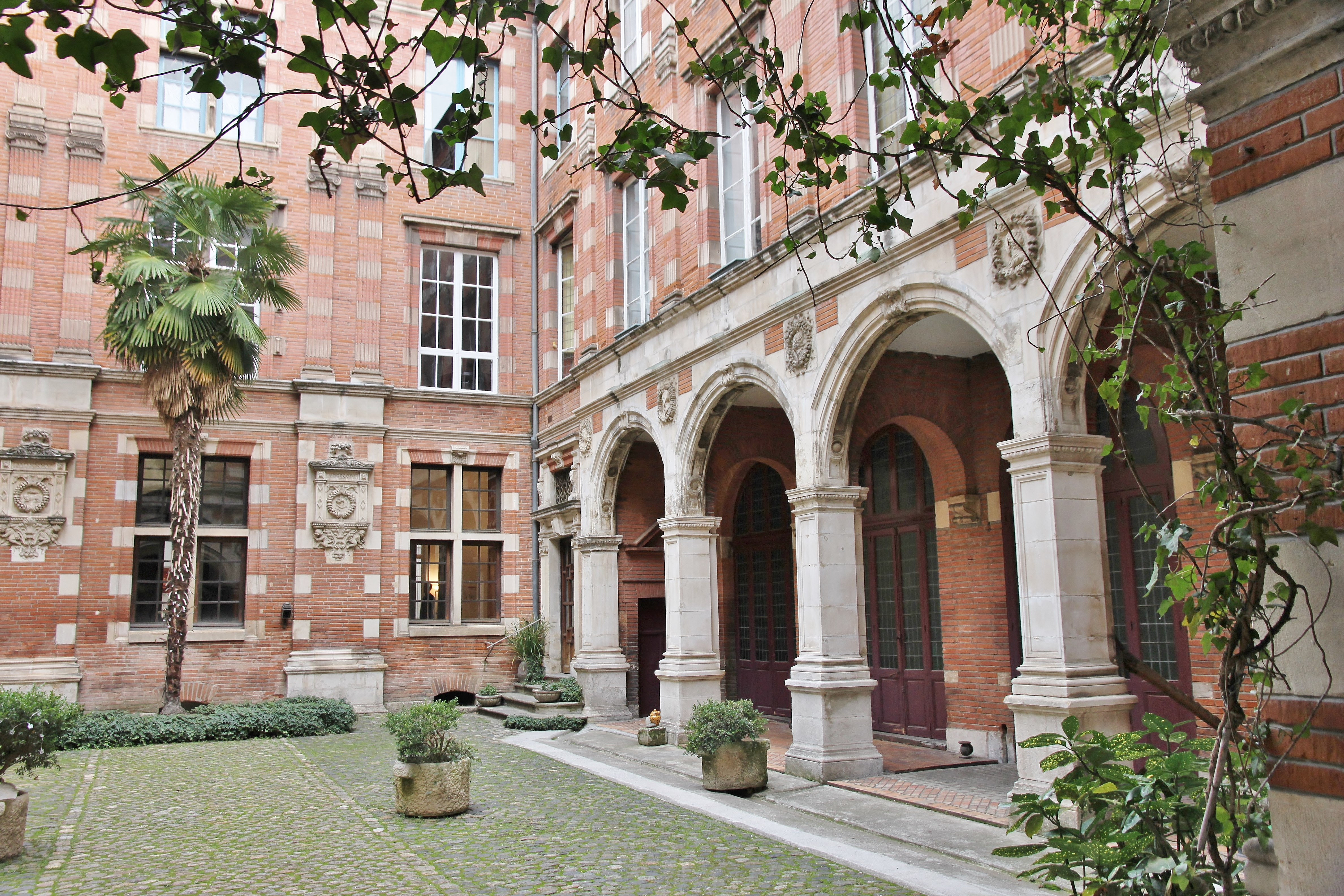
no 22 : la galerie de l'ancien hôtel de Pins.
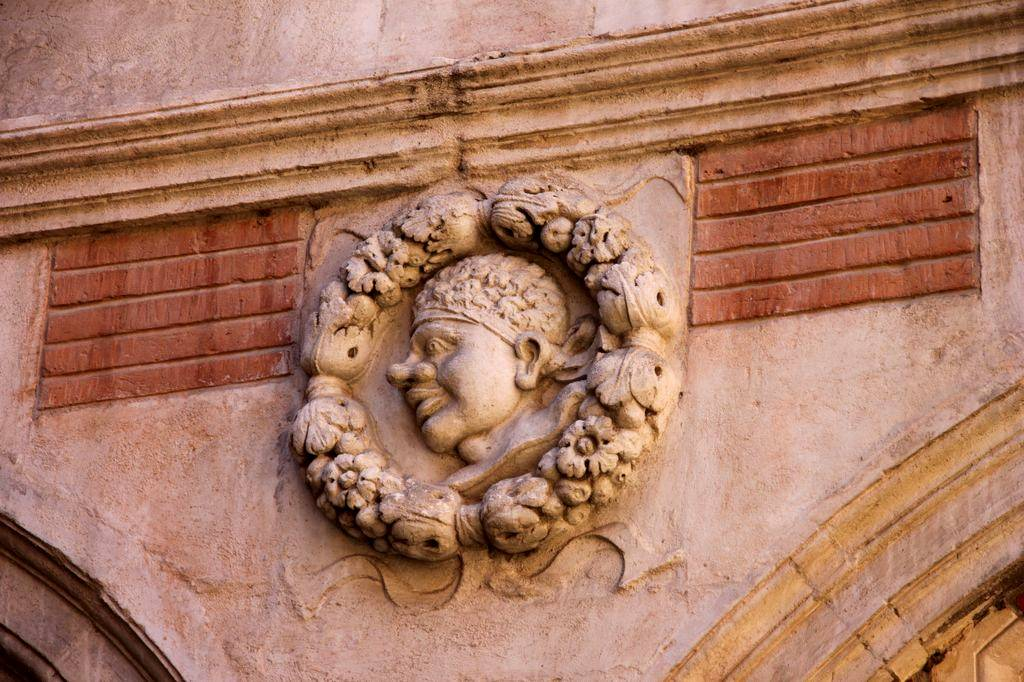
no 22 : mascaron de l'ancien hôtel de Pins.

- no  24 : hôtel Sahuqué. 
L'hôtel est construit en 1873 pour Henri de Sahuqué, dans le cadre de l'alignement des façades du côté nord de la rue Croix-Baragnon, qui commence à partir de 1870. L'ensemble construit est typique du style haussmannien à Toulouse. La façade est en brique claire recouverte de badigeon. L'élévation sur la rue Croix-Baragnon est longue de sept travées. Au rez-de-chaussée, orné de bossages, s'ouvrent la porte cochère centrale et les deux grandes baies des magasins. Celui de gauche conserve des éléments en fonte, témoignage rare d'architecture métallique. L'entrée est formée d'une structure métallique comprenant une poutre, au niveau de l’entresol, et des piliers en fonte. Les travées sont séparées par des pilastres cannelés à chapiteaux corinthiens. Les marches sont en fonte, les contre-marches décorées de motifs végétaux. Le centre du magasin est occupé par un bel escalier à vis suspendu en fonte. 
Aux 1er et 2e étages, liés par des pilastres colossaux de style corinthien, les fenêtres sont rectangulaires. Deux balcons continus courent sur la façade au 1er étage et à l'étage de comble. Ce dernier est percé de lucarnes, avec un lourd encadrement en pierre et couronnées par un fronton cintré[14].

- no  41 : hôtel de Bonfontan.  Inscrit MH (1925, façade et ferronneries)[15]. 
L'hôtel de Bonfontan est construit entre 1768 et 1771 pour Philippe de Lastours, marquis de Bonfontan, baron d'Endoufielle et seigneur de Lissac. Il est également capitoul de 1786 à 1790. L'hôtel conserve une imposante façade sur rue de style néo-classique et un portail monumentaux. Il est particulièrement remarquable pour les ferronneries de style rocaille, dues au maître ferronnier Bernard Ortet[16],[17].

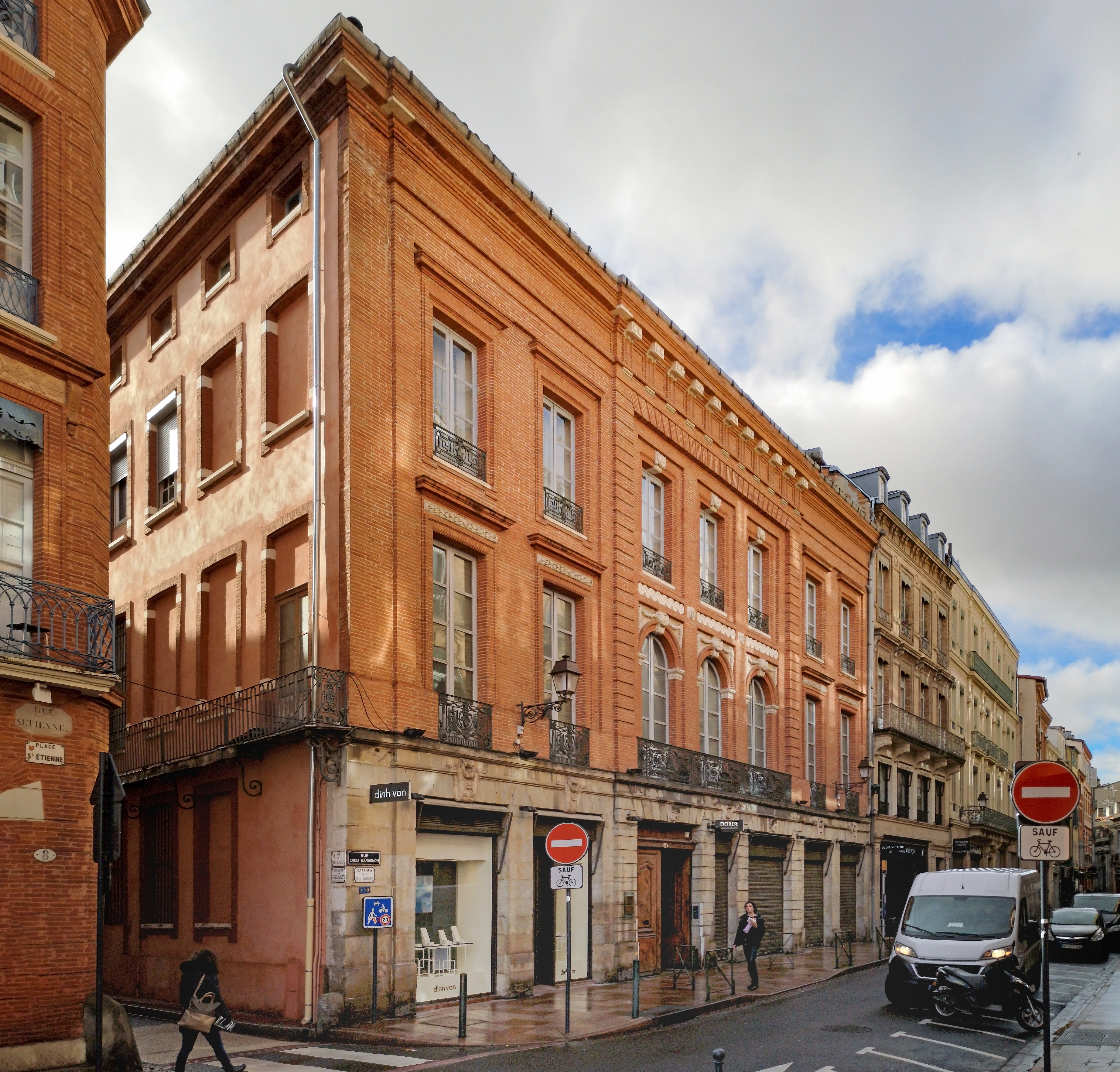
no 41 : façade de l'hôtel de Bonfontan.
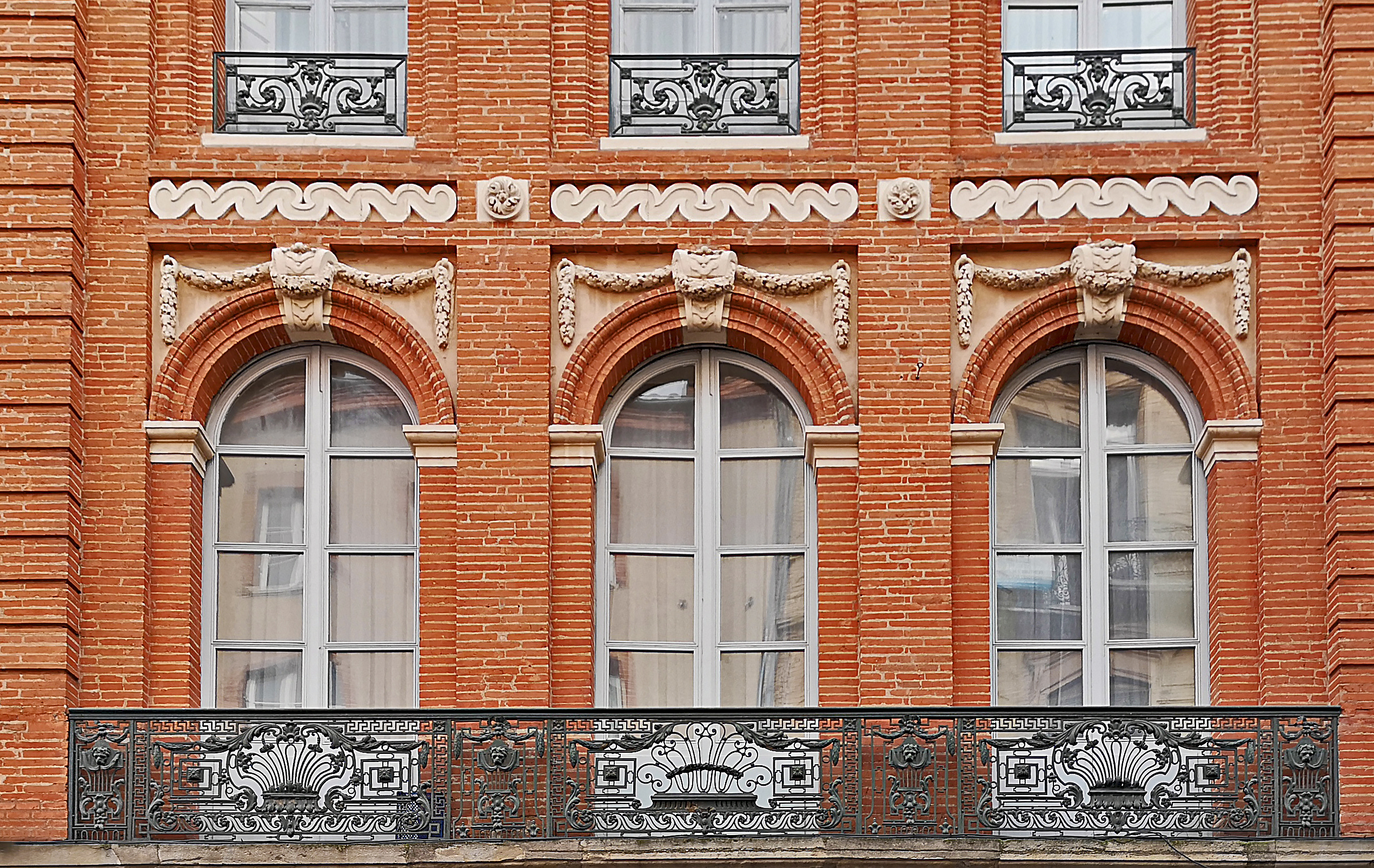
no 41 : ferronneries de style rocaille, par Bernard Ortet.
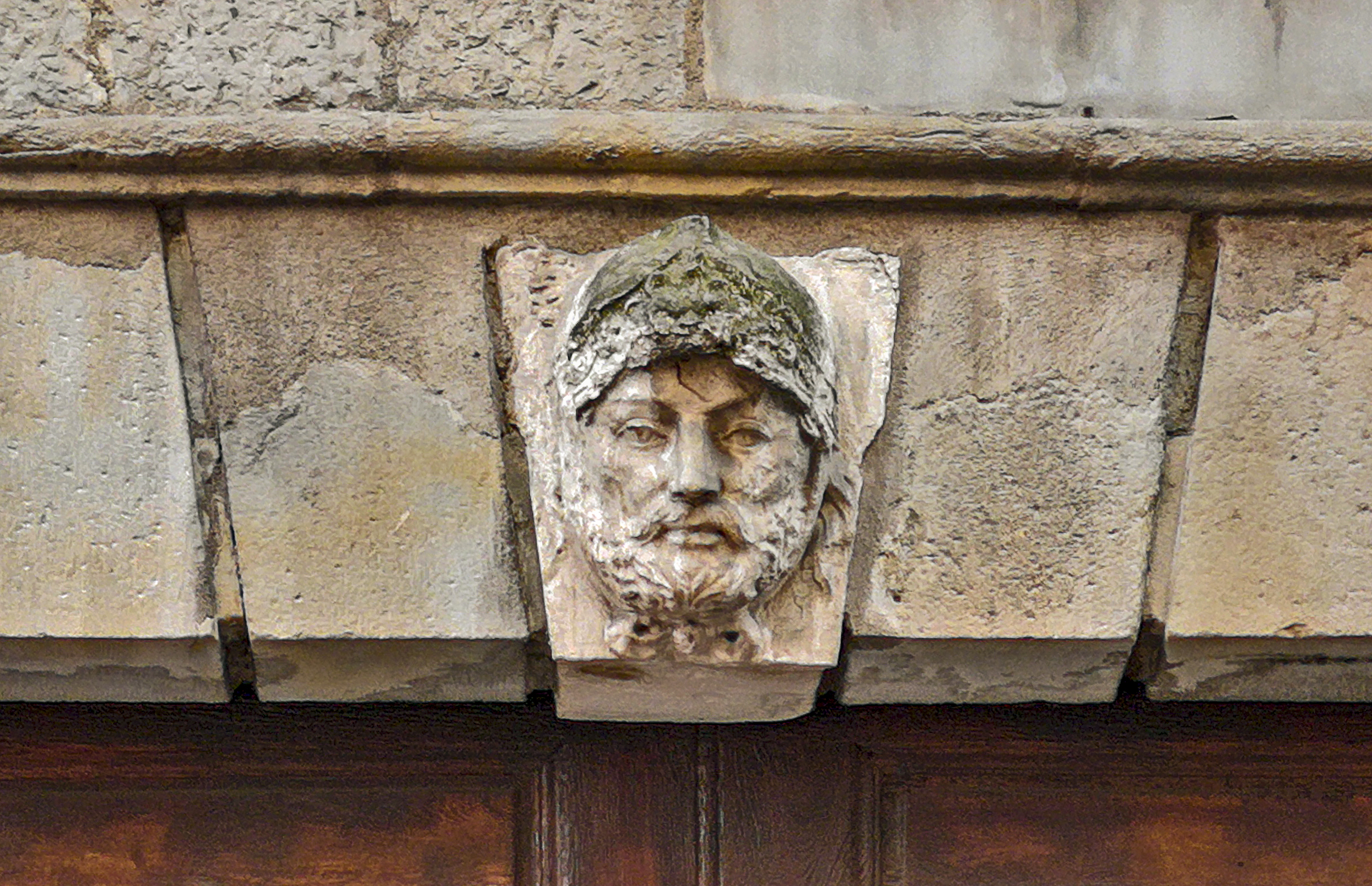
no 41 : mascaron du porche.

### Immeubles
- no  7 : immeuble. 
L'immeuble est de style classique et date du XVIIIe siècle, sauf le 4e étage qui est une surélévation de la fin du XIXe siècle. Les étages sont décroissants et séparés par un cordon de brique. Les fenêtres segmentaires ont des pierres de gond et des garde-corps en fer forgé[18].

- no  9 : immeuble. 
L'immeuble, de style classique, est construit au cours du XVIIIe siècle, quoiqu'il ait subi des transformations aux siècles suivants. Le rez-de-chaussée est percé d'une porte cochère rectangulaire et d'une porte rectangulaire dont l'encadrement est en pierre de taille. Aux étages, les fenêtres sont rectangulaires et ont de pierres de gond. Les garde-corps qui ornent les fenêtres du 1er étage datent du XVIIIe siècle, tandis que ceux du 3e étage et les balconnets qui reposent sur des consoles en fonte au 2e étage sont du XIXe siècle. Les élévations sur la première cour et sur une partie de la deuxième cour sont construites en pans de bois[19].

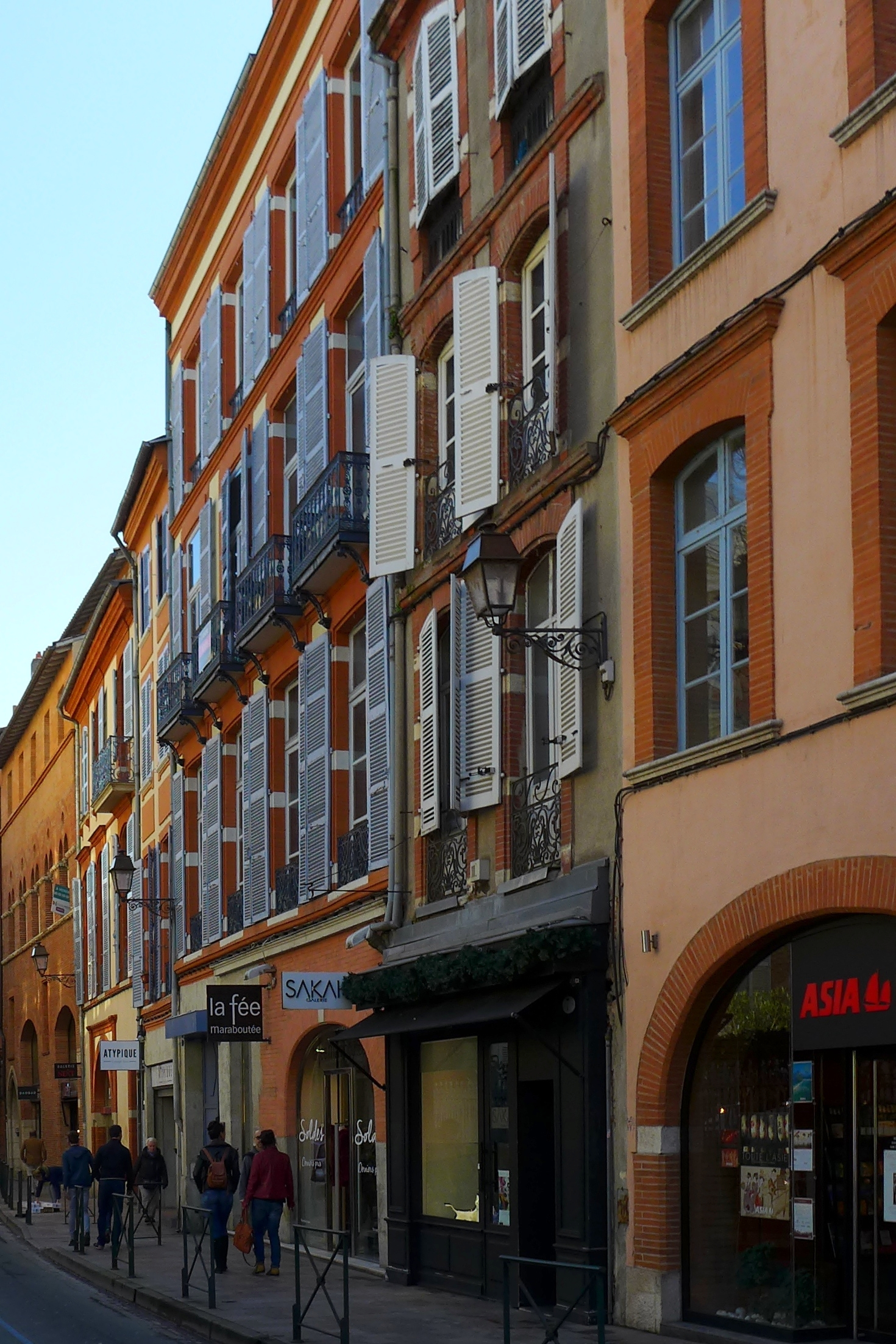
no 7 à 15 : façades des immeubles.
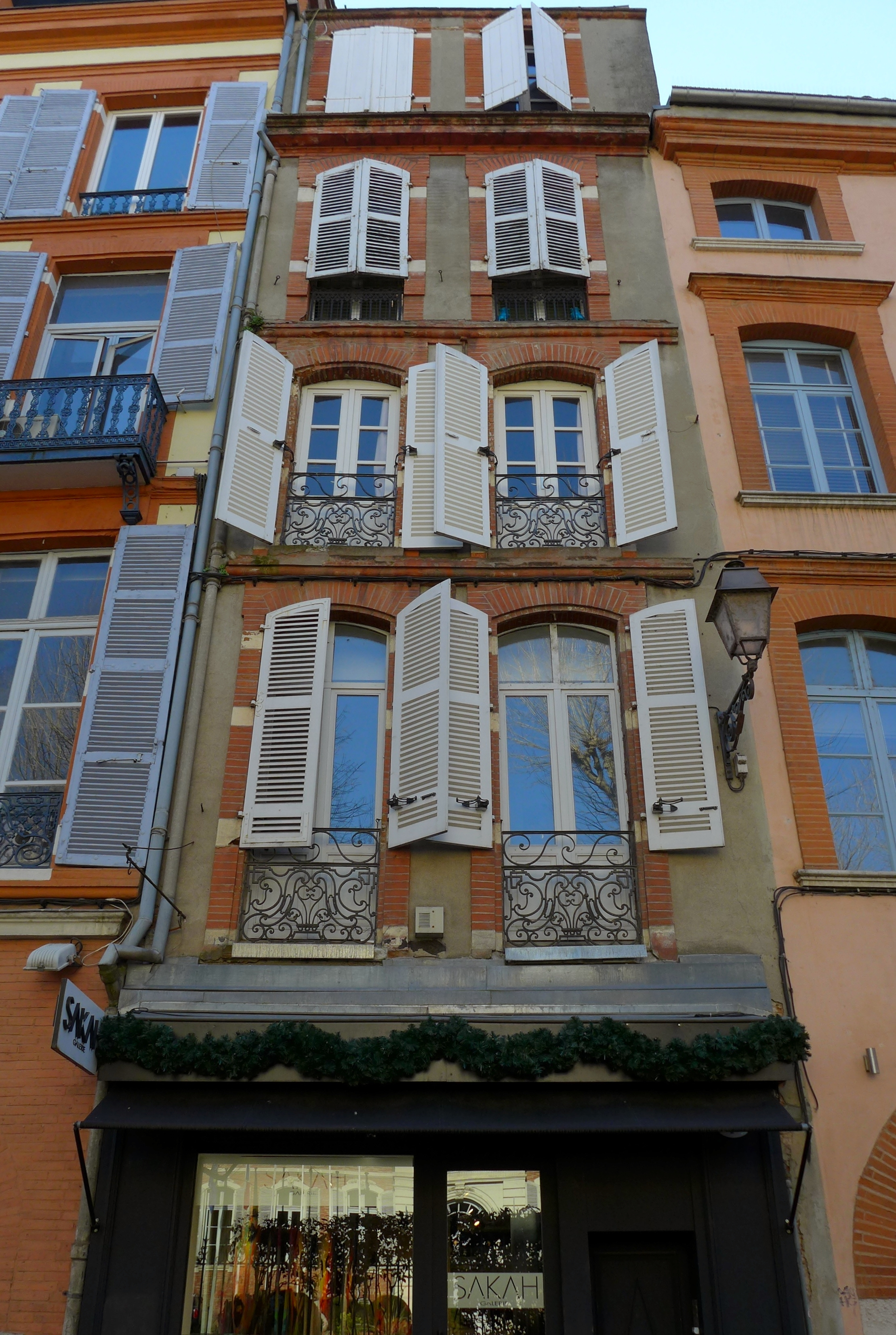
no 7 : façade de l'immeuble.
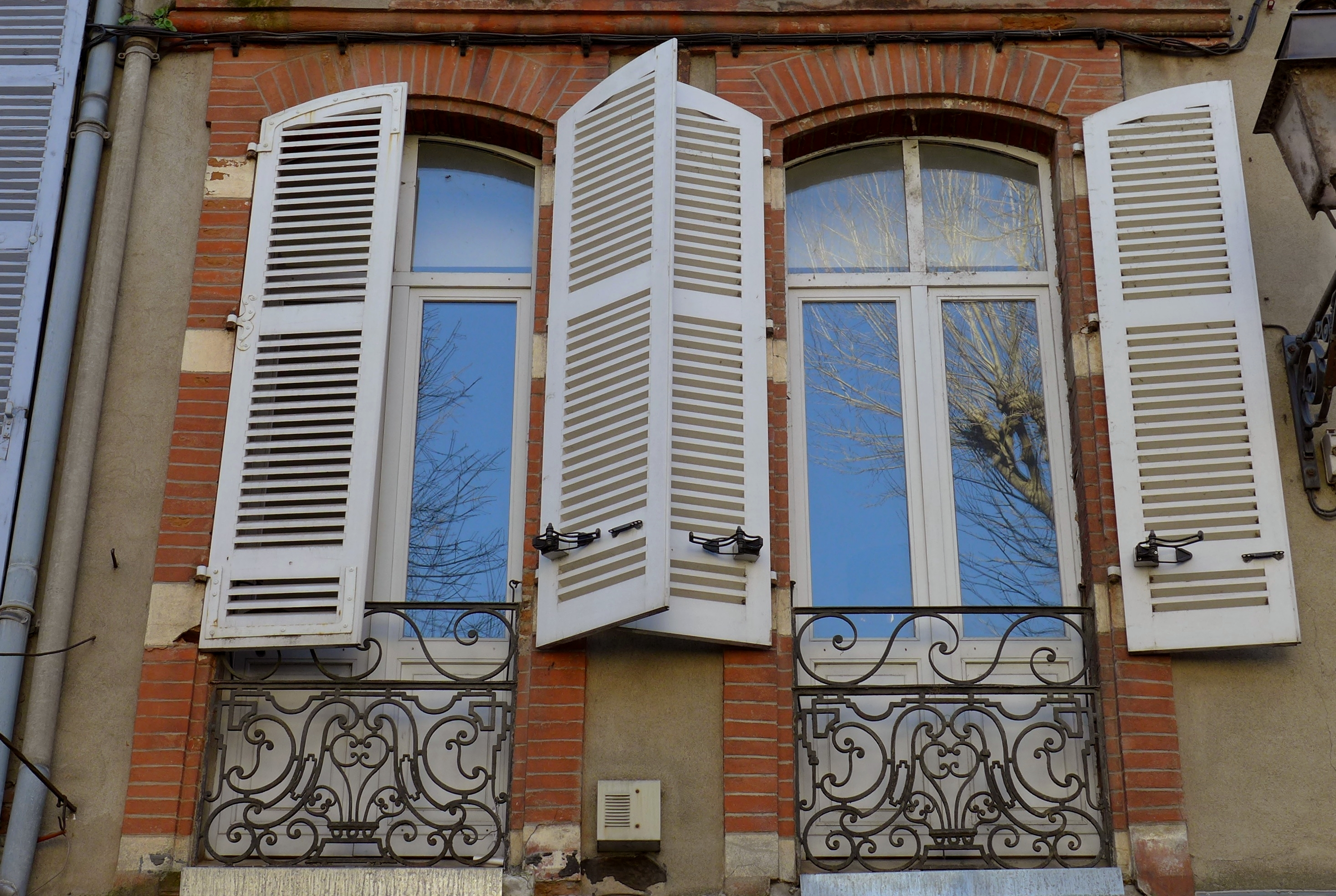
no 7 : détail des fenêtres et des ferronneries.
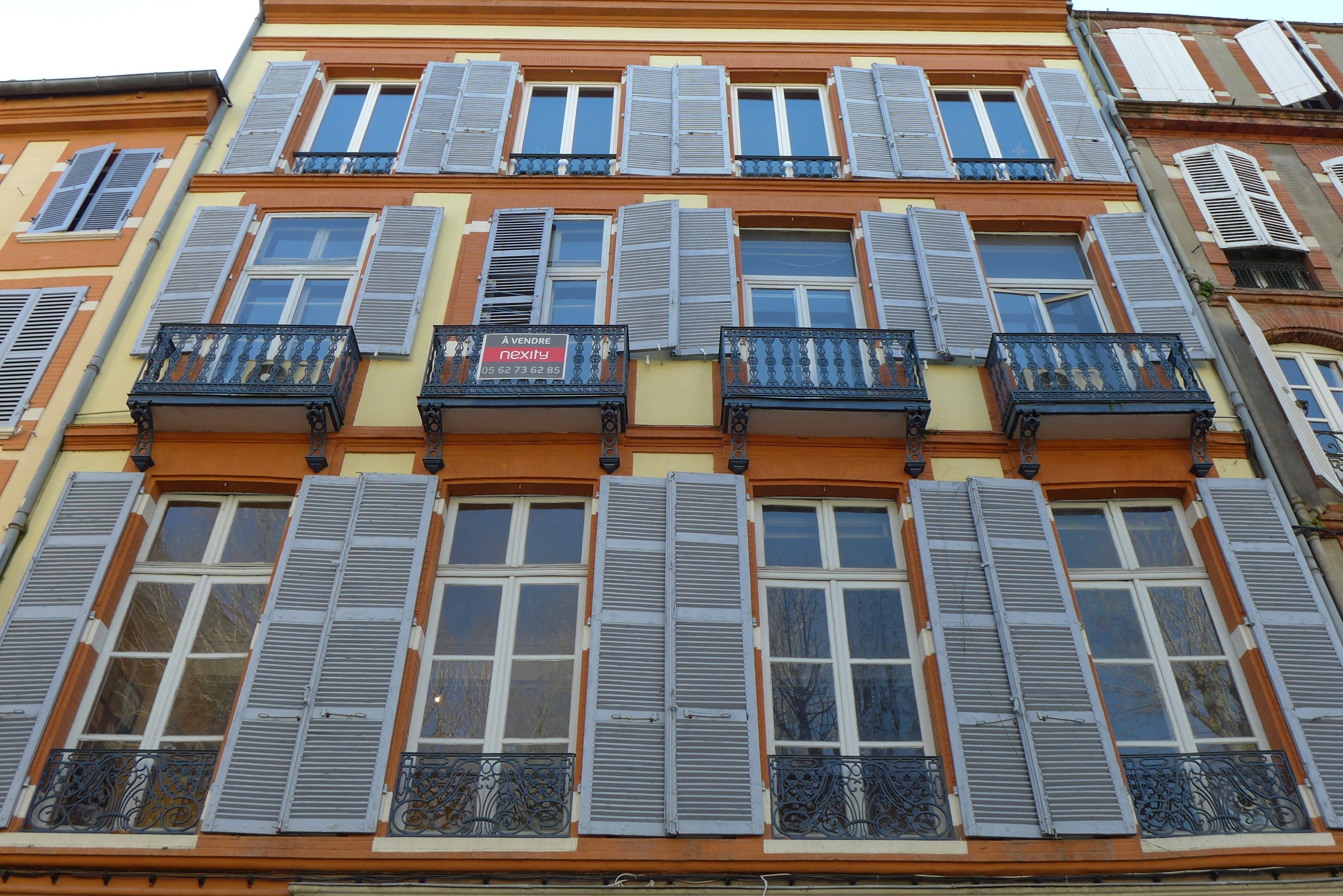
no 9 : détail des étages.

- no  11 : immeuble. 
L'édifice est un immeuble étroit de seulement deux travées, de style classique, élevé au XVIIIe siècle. Les étages sont décroissants et percés de fenêtres rectangulaires mises en valeur par des garde-corps en fer forgé, tandis que des tables décorent l'espace entre les fenêtres[19].

- no  13 : immeuble. 
L'édifice est un immeuble large de trois travées, de style classique, construit à la limite entre les XVIIe et XVIIIe siècles. Les étages sont de hauteur décroissante et surmontés d'une importante corniche moulurée. Les fenêtres sont segmentaires et surmontées d'une corniche. Celles du 1er étage ont des garde-corps en fer forgé à motifs géométriques. Au 2e étage, seule la fenêtre de droite possède un balcon en fonte[20].

- no  15 : Maison romano-gothique.  Inscrit MH (1923, 2e étage de la façade) et  Inscrit MH (1997, immeuble)[21]. 
La maison, construite au début du XIVe siècle, est l'une des plus anciennes constructions civiles de Toulouse. Elle présente une grande originalité par son décor sculpté, qui occupe les chapiteaux et les bandeaux en pierre autour des baies géminées du deuxième étage, qui se signalent par leurs arcs gothiques outrepassés brisés. Le décor, qui combine des scènes variées mettant en scène des têtes humaines, des animaux et des monstres, est quant à lui fortement influencé par la tradition romane. La maison a été plusieurs fois remaniée, particulièrement au milieu du XVIIe siècle et au début du XXe siècle, mais elle a en partie retrouvé, depuis la campagne de travaux de 1998, son aspect originel[22].

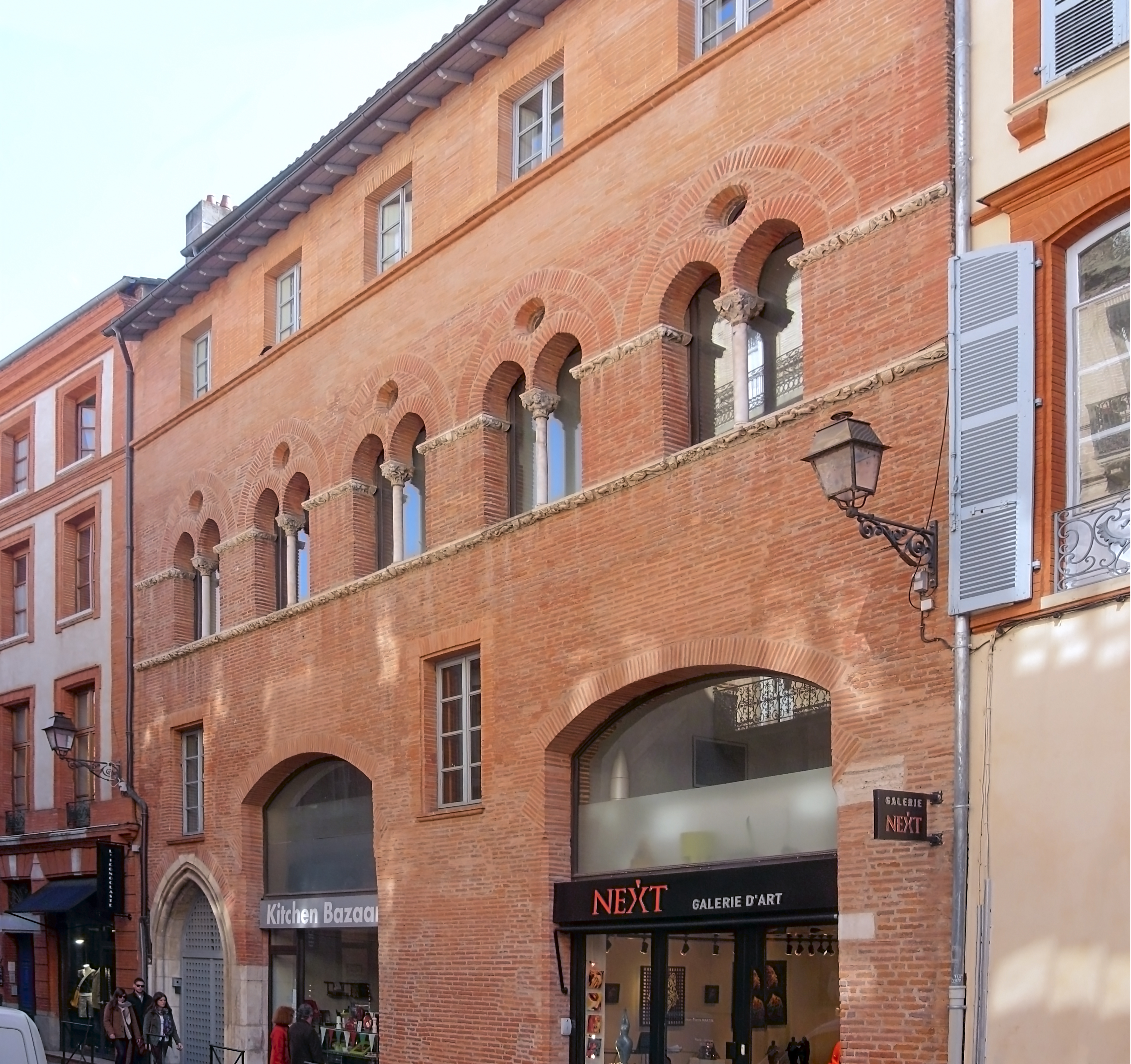
no 15 : façade sur rue de la maison romano-gothique.
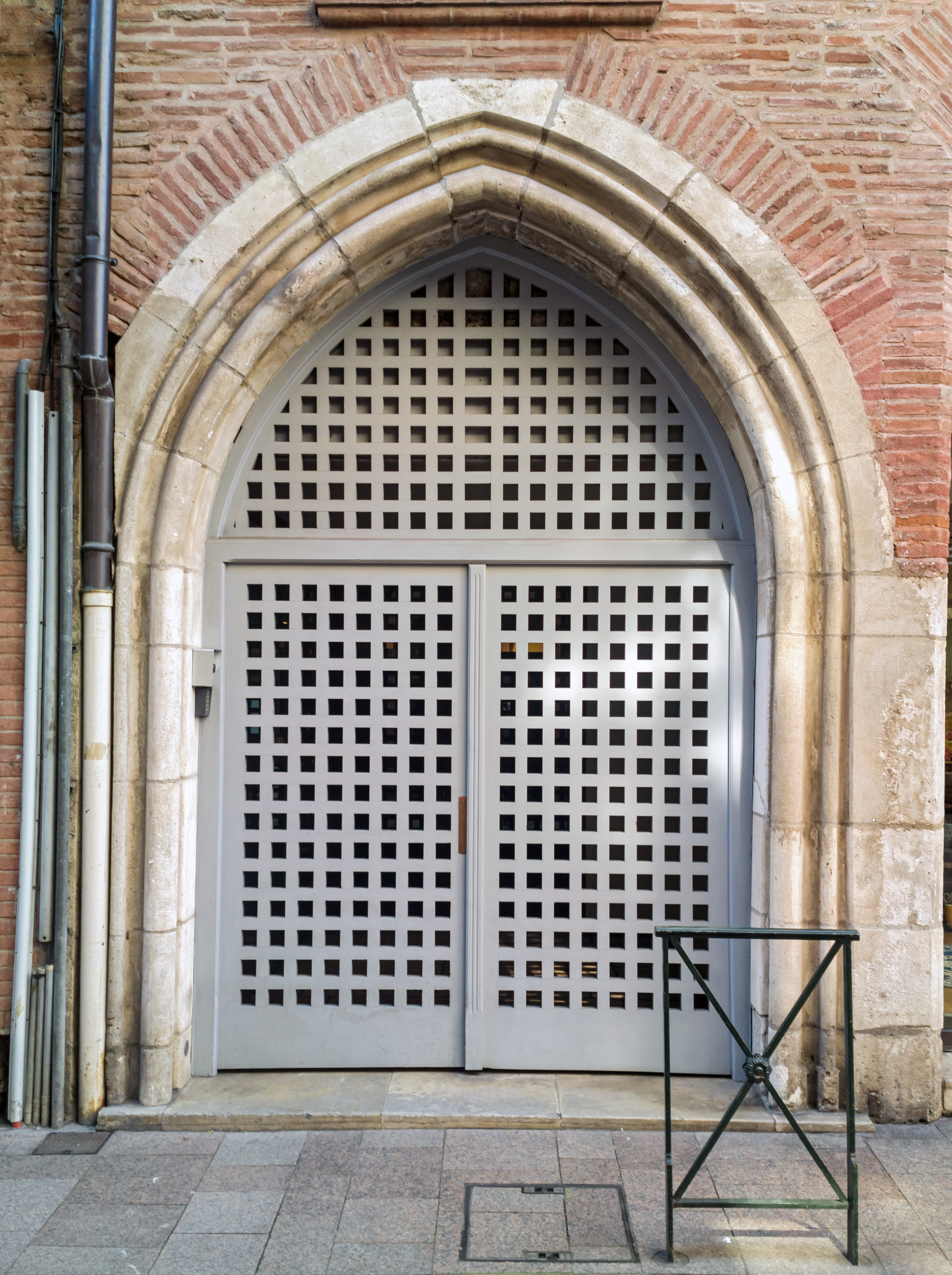
no 15 : porte gothique en arc brisé.
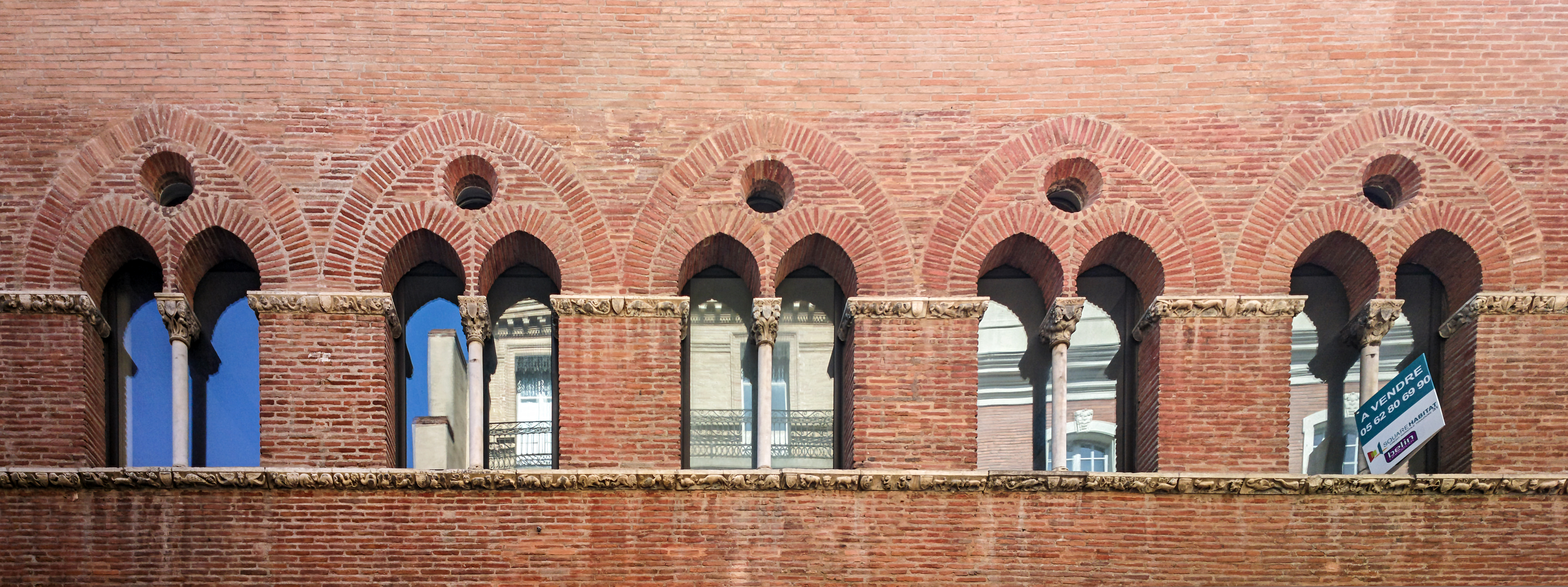
no 15 : baies géminées du deuxième étage.
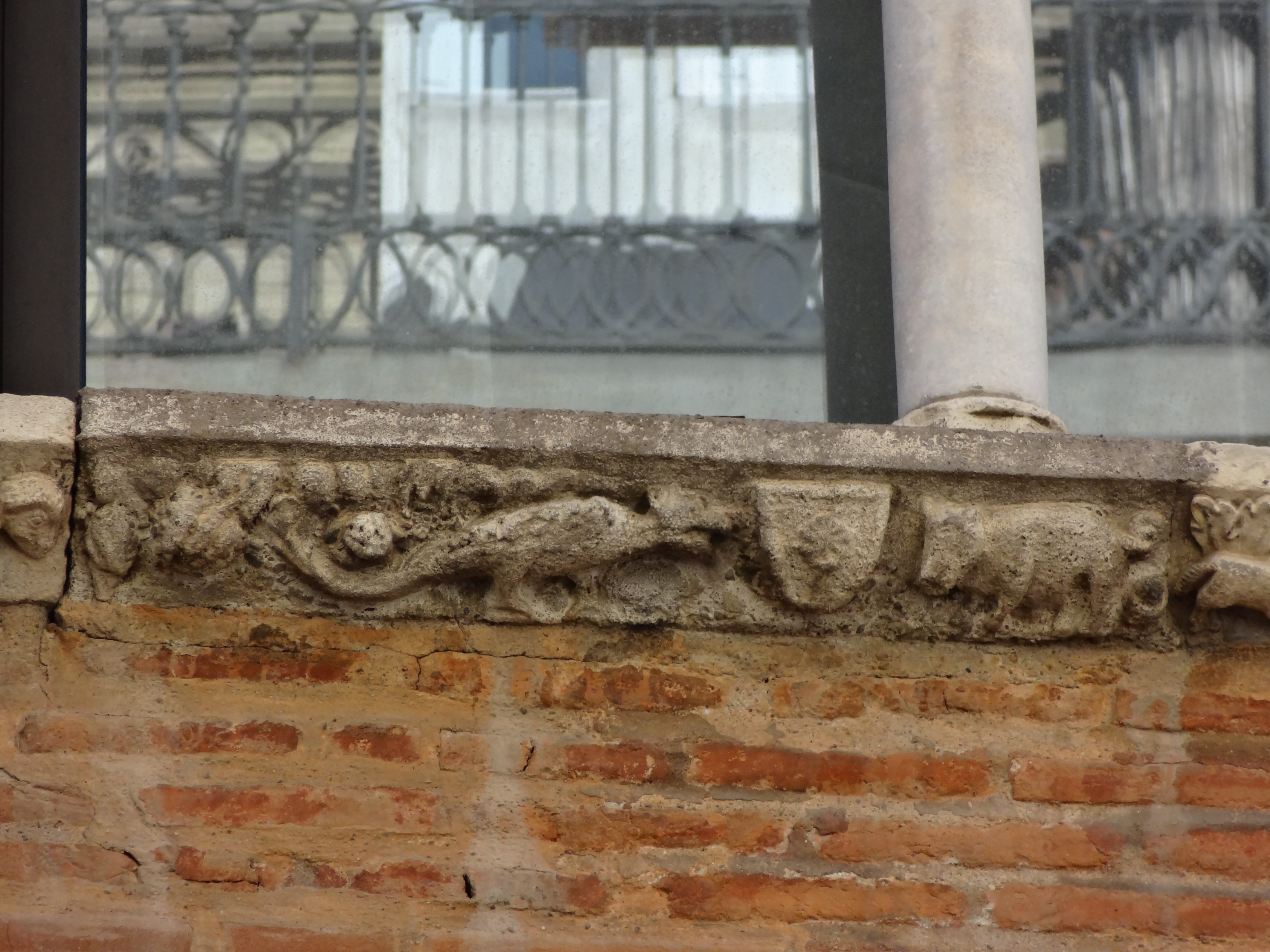
no 15 : détail du second bandeau (monstre hybride et sanglier).

- no  17 : immeuble. 
L'édifice, construit dans la deuxième moitié du XVIIIe siècle), est large de trois travées symétriques et s'élève sur trois étages. Le rez-de-chaussée comportes deux ouvertures de boutique rectangulaires, qui encadrent la porte centrale, surmontée d'une imposte en fer forgé. L'élévation des étages est encadrée par deux dosserets en légère saillie et surmontée d'une importante corniche moulurée. Les fenêtres sont rectangulaires, celles du 1er étage ont des garde-corps aux motifs géométriques en fer forgé. Un important cordon mouluré sépare le 2e et le 3e étage. Du côté de la cour, l'escalier tournant à retours sans jour, en béton, dessert les étages où court une galerie[23].

- no  18 : immeuble. 
L'immeuble, construit dans la première moitié du XVIIIe siècle, se développe sur deux travées et cinq niveaux. Les deux étages et l'étage de comble sont de dimensions décroissantes et séparés par un cordon de brique. Les fenêtres des 1er et 2e étages sont segmentaires et ont des garde-corps en fer forgé. Leurs appuis sont en pierre moulurée[24].

- no  20 : immeuble. 
L'immeuble, construit dans la deuxième moitié du XVIIIe siècle, large de deux travées, s'élève sur trois étages. Les fenêtres du 1er étage ont des garde-corps en fer forgé[25].

- no  23 : immeuble. 
L'immeuble, construit au XVIIIe siècle, se développe sur quatre niveaux décroissants, séparés par des cordons de briques et couronnés par une corniche moulurée. Les fenêtres sont segmentaires et surmontées d'une corniche. Celles du 1er étage ont des garde-corps aux motifs géométriques en fer forgé[26].

- no  25 : immeuble. 
L'immeuble, construit au XVIIIe siècle, large de deux travées, s'élève sur trois étages. L'élévation des étages est encadrée par deux dosserets en légère saillie et surmontée d'une corniche. Les fenêtres sont liées entre elles, d'un étage à l'autre, par leur encadrement et un motif de table. Celles du 1er étage ont des garde-corps en fer forgé[27].

- no  27 : immeuble en corondage. 
L'immeuble est une simple construction en corondage, construite au XVIIe siècle, dont la façade est couverte d'enduit. En 1633, elle appartient à Antoine Lambert, cordonnier, et reste ensuite la propriété de sa famille. En 1743, c'est dans cette maison que naît le peintre de l'hôtel-de-ville Lambert Cammas, fils de l'architecte Guillaume Cammas et d'Antoinette Lambert[28].

## Personnalités
- Guillaume Cammas (1698-1777) : l'architecte vit dans l'immeuble (actuel no 27) que possédait son épouse, Antoinette Lambert, et où naît leur fils Lambert Cammas, peintre de l'hôtel de ville. Il appartenait déjà, en 1633, au cordonnier Antoine Lambert[16].

- Germaine Chaumel (1895-1982) : photographe, chanteuse, pianiste, modiste et dessinatrice, elle avait son studio photographique et appartement personnel dans l'immeuble situé au no 39 (ancien no 21 rue Saint-Étienne).

- Michel Du Faur de Saint-Jory (vers 1500-1575) : membre de la famille Du Faur, une influente famille de la noblesse de robe toulousaine au XVIe siècle, Michel Du Faur, seigneur de Saint-Jory, est juge-mage, président à mortier au parlement et chancelier de Catherine, infante du Portugal. Il épouse Éléonore de Bernuy, fille du marchand pastelier Jean de Bernuy, et dont il a un fils, Pierre. Il habite un hôtel particulier, disparu au XVIIIe siècle (emplacement de l'actuel no 10).

- Henri Lion (1895-1944) : imprimeur, comme son père et comme son frère, Raoul, il s'engage dans la Résistance et met son imprimerie au service des mouvements toulousains (actuel no 23). Il est arrêté par la Gestapo dans son imprimerie, avec son frère et plusieurs employés, dont Georges Séguy, et d'autres résistants, parmi lesquels Adolphe Coll, Maurice Fonvieille, Raymond Naves et Louis Plana. Il meurt en déportation.

- Jean-Baptiste Charles Paya (1807-1865) : imprimeur-libraire et journaliste , il vécut à l'hôtel d'Andrieu de Montcalvel (actuel no 10)[29].

- Pierre Thomas (né en 1918) : étudiant en médecine, il s'engage dans la Résistance dès 1940, en apportant son aide aux prisonniers politiques de la prison Saint-Michel. En janvier 1943, il abrite un couple juif, Joseph et Colette Amado. En juillet 1943, il cache Boris Frenkel, un jeune Résistant juif, membre des Francs-tireurs et partisans - Main-d'œuvre immigrée (FTP-MOI), chargé de venger la mort de Marcel Langer. La même année, il cache pendant quelques semaines Alfred Leder, un Juif qui venait d'échapper à un contrôle de police. Après la Seconde Guerre mondiale, il travaille pour Médecins sans frontières, au Togo en 1975 et au Liban en 1981. Le 1er août 2010, l'Institut Yad Vashem lui décerne le titre de Juste parmi les nations[30].

- Louis Vestrepain (1809-1865) : poète de langue occitane, il avait, sous le Second Empire, sa boutique de bottier dans l'immeuble de l'actuel no 11[19].